# よしもと新喜劇NEXT〜小籔千豊には怒られたくない〜
『よしもと新喜劇NEXT〜小籔千豊には怒られたくない〜』（よしもとしんきげきネクスト こやぶかずとよにはおこられたくない）は、2019年10月10日（9日深夜）から毎日放送（MBSテレビ）で放送中のバラエティ番組。小籔千豊（吉本新喜劇元座長）の冠番組でもある。

## 概要
MBSテレビで毎週土曜日の12:54 - 13:54に放送中の『よしもと新喜劇』の関連番組で、2019年に創設60周年を迎えた吉本新喜劇をさらに発展させるべく、バラエティ番組などでも活躍できるような若手座員を育てる目的でスタート。「小籔千豊には怒られたくない」というサブタイトルは、小籔が容赦のない「説教」を通じて、他の座員から恐れられていることに由来している。
当番組では、総勢で100人を超える吉本新喜劇の座員がさまざまな企画に挑戦したうえで、その模様を小籔に向けてプレゼンテーション。小籔には、プレゼンテーションに対する苦言を自由に呈する権限や、「面白くない」と感じた企画をいつでも止めさせる権限が与えられている。このため、放送上は、小籔がプレゼンテーション中に怒った回数を、怒られた座員ごとに表示している。小籔は当番組のスタートに際して、「土曜日のお昼に放送されている（公開収録方式の）新喜劇は子どもからお年寄りまで楽しんでもらえているが、この番組では視聴者の目線で座員を酷評している。正直なところ子どもには見せられない番組なので、一部の人だけで深夜にこっそり見てもらえたら良い」と語っている。
若手の座員が、小籔や他の座長・中堅座員が居並ぶ前で、小籔から怒られないようにプレセンテーションを真剣に展開することが特徴。いわゆる「癖の強い大御所」（チャーリー浜などのベテラン座員）がプレゼンテーション対象の企画のロケに同行することや、『ミント!』（小籔が月に1回金曜日に出演していたMBSテレビ平日夕方の総合情報番組）に使用する「ライブセンター」（毎日放送本社M館2階の情報フロア）のスタジオセット内で上記の企画を収録することもある。その一方で、プレゼンテーションで小籔に怒られた座員には、プレゼンテーション後に「逆説教」と称して小籔の頭をハリセンではたく機会も与えられている。
番組は関西ローカルで開始されたが、毎日放送のYouTube公式チャンネルでは、番組の未公開シーンを収めた動画を配信しており、TVerでの見逃し配信も実施している。また、2020年以降は一部のTBS系列局でもネットを開始しており、2021年には独立局のテレビ神奈川でも開始した。
水曜深夜時代、毎月最終週は『ボイメンのなにわ統一大作戦〜ヤベー敵地にいざ出陣!〜』（ - 2020年3月終了）を放送 のため休止。『ボイメンのなにわ統一大作戦』終了後も、後述する2021年4月の枠移動まで、最終週は放送を休止していた。
2021年4月改編により、同年4月2日（1日深夜）から、金曜（木曜深夜）深夜0時25分 - 0時53分に枠移動し、ここから毎週放送になった。
2021年10月改編で、前枠の『かまいたちの知らんけど』の放送時間が1時間に拡大（前日23:56 - 0:53）するため、本番組は木曜 0:59 - 1:29（水曜深夜）に枠移動となる。

## 出演者
- 小籔千豊（吉本新喜劇元座長）[注 1]
- すっちー（吉本新喜劇座長）：進行
- 今別府直之
- 吉本新喜劇座員
- この他、新喜劇に所属していない吉本のタレントが見届け人ゲストとして登場することがある。

## 放送リスト
| 2019年 | 2019年   | 2019年                     | 2019年                                                  | 2019年 | 2019年       | 2019年         | 2019年 | 2019年 |
| #      | 放送日   | コーナー名                 | 内容                                                    | コーナー出演者 | スタジオ座員 | ゲスト         | 説教数 | 備考   |
| ------ | -------- | -------------------------- | ------------------------------------------------------- | --- | ------------ | -------------- | ------ | ------ |
| 1      | 10月10日 | 小籔にプレゼン！           | オンラインサロン始めませんか？                          | 佐藤太一郎 | 7名          | 月亭八光       | 12     |        |
| 1      | 10月10日 | 小籔にプレゼン！           | ボルダリング→強制終了                                   | もりすけ | 7名          | 月亭八光       | 12     |        |
| 1      | 10月10日 | 小籔にプレゼン！           | 貸金庫                                                  | 今別府直之 | 7名          | 月亭八光       | 12     |        |
| 1      | 10月10日 | SDGsソング                 | 大阪商工会議所 曲：噂のSDGs                             | 松浦真也、岡田直子、西川忠志 |              |                |        |        |
| 1      | 10月10日 | 小籔に逆説教               |                                                         | 今別府直之、宇都宮まき |              |                |        |        |
| 2      | 10月17日 | 小籔にプレゼン！           | 小籔さんにオススメのシール Best4                        | 重谷ほたる | 7名          | 月亭八光       | 18     |        |
| 2      | 10月17日 | 小籔にプレゼン！           | 日常に隠れている相撲の技→途中強制終了                   | 本山悠斗 | 7名          | 月亭八光       | 18     |        |
| 2      | 10月17日 | 小籔にプレゼン！           | 新喜劇ZACHO審査                                         | ジャボリ・ジェフ | 7名          | 月亭八光       | 18     |        |
| 2      | 10月17日 | SDGsソング                 | パン・アキモト 曲：アキモトさんのパンの缶詰             | 松浦真也、岡田直子、西川忠志 |              |                |        |        |
| 2      | 10月17日 | 小籔に逆説教               |                                                         | 佐藤太一郎、重谷ほたる、もりすけ                                                                                                   |              |                |        |        |
| 3      | 10月24日 | チャーリーと○○工場         | 大寅の工場見学                                          | チャーリー浜、清水啓之 | 9名          | 月亭八光       | 13     |        |
| 3      | 10月24日 | SDGsソング                 | コドモエナジー 曲：ルナウェアのテーマ～輝け僕らの明日～ | 松浦真也、岡田直子、西川忠志 |              |                |        |        |
| 3      | 10月24日 | 小籔に逆説教               |                                                         | 今別府直之、清水啓之、酒井藍 |              |                |        |        |
| 4      | 11月7日  | チャーリーと○○工場         | 点天の工場見学                                          | チャーリー浜、川畑泰史 | 9名          | 月亭八光       | 19     |        |
| 4      | 11月7日  | SDGsソング                 | 北海道下川町役場 曲：下川 Rock'n Roll                   | 松浦真也、森田まりこ、中條健一 |              |                |        |        |
| 4      | 11月7日  | 小籔に逆説教               |                                                         | 川畑泰史、月亭八光 |              |                |        |        |
| 5      | 11月14日 | 小籔にプレゼン！           | 尼崎のキャバクラのすすめ                                | 今別府直之 | 19名         | 月亭八光       | 20     |        |
| 5      | 11月14日 | 小籔にプレゼン！           | コレが僕の家族論                                        | 西川忠志 | 19名         | 月亭八光       | 20     |        |
| 5      | 11月14日 | SDGsソング                 | ラブ&センス 曲：LOVE & SENSE                            | 松浦真也、森田まりこ |              |                |        |        |
| 5      | 11月14日 | 小籔に逆説教               |                                                         | 宇都宮まき、今別府直之 |              |                |        |        |
| 6      | 11月21日 | 小籔にプレゼン！           | コレを見れば新しい自分になれる！！                      | 佐藤太一郎 | 19名         | 月亭八光       | 23     |        |
| 6      | 11月21日 | 小籔にプレゼン！           | 小籔さんに欠けているもの                                | 森田展義 | 19名         | 月亭八光       | 23     |        |
| 6      | 11月21日 | SDGsソング                 | ビューティフルスマイル 曲：ビューティフルスマイル       | 松浦真也、森田まりこ、信濃岳夫 |              |                |        |        |
| 6      | 11月21日 | 小籔に逆説教               |                                                         | 宇都宮まき、佐藤太一郎 |              |                |        |        |
| 7      | 12月5日  | 小籔にプレゼン！           | 新喜劇あるある                                          | 音羽一憲、清水啓之 | 19名         | 月亭八光       | 12     |        |
| 7      | 12月5日  | 小籔にプレゼン！           | 健康ライフを送るために！                                | やなぎ浩二 | 19名         | 月亭八光       | 12     |        |
| 7      | 12月5日  | SDGsソング                 | ココウェルカフェ 曲：フィリピン産のココナッツ           | 松浦真也、森田まりこ |              |                |        |        |
| 7      | 12月5日  | 小籔に逆説教               |                                                         | 金原早苗、やなぎ浩二 |              |                |        |        |
| 8      | 12月12日 | オールザッツ漫才2019への道 | 出場希望者によるネタ見せ                                | 今別府直之、清水啓之、岡田直子、石橋洋貴、もじゃ吉田、松浦真也、森田まりこ、小林ゆう、森田展義、けんたくん、信濃岳夫、金原早苗     | 23名         | 藤崎マーケット | 6      |        |
| 8      | 12月12日 | SDGsソング                 | フクナガエンジニアリング 曲：世界へキミと               | 松浦真也、烏川耕一 |              |                |        |        |
| 8      | 12月12日 | 小籔に逆説教               |                                                         | 今別府直之 |              |                |        |        |
| SP (9) | 12月29日 | 全部小籔にチクりますSP     | 小籔座長！この座員怒ってください！                      | 酒井藍、吉田裕、親泊泰秀、信濃岳夫、奥重敦史、やなぎ浩二、今別府直之、青野敏行、松浦真也、川畑泰史、小林ゆう、重谷ほたる、金原早苗 | 38名         | 藤崎マーケット | なし   |        |
| SP (9) | 12月29日 | 全部小籔にチクりますSP     | 座員のSNSを怒ってください                               | 宇都宮まき、森田展義、森田まりこ、小寺真理                                                                                         | 38名         | 藤崎マーケット | なし   |        |
| SP (9) | 12月29日 | 全部小籔にチクりますSP     | 衝撃！2019年新喜劇事件簿                                | ぢゃいこ、信濃岳夫、野下敏規、帯谷孝史                                                                                             | 38名         | 藤崎マーケット | なし   |        |
| SP (9) | 12月29日 | 全部小籔にチクりますSP     | 座員たちの新喜劇愛はホンモノか！？                      | 佐藤太一郎、岡田直子、森田展義 | 38名         | 藤崎マーケット | なし   |        |
| SP (9) | 12月29日 | 全部小籔にチクりますSP     | 恥ずかしすぎる過去のギャグ集                            | 小籔千豊 | 38名         | 藤崎マーケット | なし   |        |
| SP (9) | 12月29日 | SDGsソング                 | ゴールデンダンス 曲：ゴールデンダンス                   | 松浦真也、島田珠代 |              |                |        |        |

| 2020年 | 2020年   | 2020年                           | 2020年                                                                     | 2020年                                                                           | 2020年                               | 2020年                                  | 2020年 | 2020年                               |
| #      | 放送日   | コーナー名                       | 内容                                                                       | コーナー出演者                                                                   | スタジオ座員                         | ゲスト                                  | 説教数 | 備考                                 |
| ------ | -------- | -------------------------------- | -------------------------------------------------------------------------- | -------------------------------------------------------------------------------- | ------------------------------------ | --------------------------------------- | ------ | ------------------------------------ |
| 10     | 1月9日   | 小籔をおもてなし！予告家庭訪問   | 今別府宅                                                                   | 小籔千豊、酒井藍、今別府直之                                                     | なし                                 | なし                                    | 11     |                                      |
| 10     | 1月9日   | 小籔をおもてなし！予告家庭訪問   | もりすけ宅                                                                 | 小籔千豊、酒井藍、今別府直之、もりすけ、多和田上人、アキラ                       | なし                                 | なし                                    | 11     |                                      |
| 10     | 1月9日   | SDGsソング                       | 北極 曲：斜めに刺さった情熱                                                | 松浦真也、川筋ライラ                                                             |                                      |                                         |        |                                      |
| 10     | 1月9日   | 小籔に逆説教                     |                                                                            | 信濃岳夫、清水啓之                                                               |                                      |                                         |        |                                      |
| 11     | 1月16日  | 絶対にウケるすべらん話           | ベテラン編                                                                 | 今別府直之、青野敏行、川畑泰史、やなぎ浩二                                       | 17名                                 | 藤崎マーケット                          | 10     |                                      |
| 11     | 1月16日  | 絶対にウケるすべらん話           | 若手編                                                                     | タックルながい。、清水啓之、前園健太、玉置洋行                                   | 17名                                 | 藤崎マーケット                          | 10     |                                      |
| 11     | 1月16日  | SDGsソング                       | 成尾屋 曲：酒と女とリユースと                                              | 松浦真也、瀧見信行                                                               |                                      |                                         |        |                                      |
| 11     | 1月16日  | 小籔に逆説教                     |                                                                            | 宇都宮まき、すっちー                                                             |                                      |                                         |        |                                      |
| 12     | 1月23日  | チャーリーと○○工場               | 551蓬莱の工場見学                                                          | チャーリー浜、タックルながい。                                                   | 18名                                 | 藤崎マーケット                          | 8      |                                      |
| 12     | 1月23日  | SDGsソング                       | 有光工業株式会社 曲：有光 WHY?                                             | 松浦真也、もじゃ吉田                                                             |                                      |                                         |        |                                      |
| 12     | 1月23日  | 小籔に逆説教                     |                                                                            | 酒井藍                                                                           |                                      |                                         |        |                                      |
| 13     | 2月6日   | 女子座談会                       | ホンネ炸裂！女子座談会                                                     | 服部ひで子、宇都宮まき、たかおみゆき、森田まりこ、山田花子、島田珠代、浅香あき恵 | 20名                                 | 藤崎マーケット                          | なし   |                                      |
| 13     | 2月6日   | SDGsソング                       | URBAN RESEACH DOORS 曲：コンポスト                                         | 松浦真也、太田芳伸                                                               |                                      |                                         |        |                                      |
| 14     | 2月13日  | 小籔にプレゼン！                 | これでコヤブは怖くない！！                                                 | 宇都宮まき                                                                       | 25名                                 | ダイアン                                | 12     |                                      |
| 14     | 2月13日  | 小籔にプレゼン！                 | 明日から使える4リーダーの扱い方                                            | 親泊泰秀                                                                         | 25名                                 | ダイアン                                | 12     |                                      |
| 14     | 2月13日  | SDGsソング                       | カルペディエム森之宮 曲：カルペディエム                                    | 松浦真也、大塚澪                                                                 |                                      |                                         |        |                                      |
| 15     | 2月20日  | 小籔にプレゼン！                 | 小籔さんの写真も映える♡                                                    | 小林ゆう                                                                         | 25名                                 | ダイアン                                | 16     |                                      |
| 15     | 2月20日  | 小籔にプレゼン！                 | 衝撃の初体験！！！                                                         | 今別府直之                                                                       | 25名                                 | ダイアン                                | 16     |                                      |
| 15     | 2月20日  | SDGsソング                       | 松本機械製作所 曲：松本機械製作所 社歌(仮)                                 | 松浦真也、小林ゆう                                                               |                                      |                                         |        |                                      |
| 16     | 3月5日   | 小籔にプレゼン！                 | 小籔さんどういうおつもりですか？                                           | 太田芳伸                                                                         | 25名                                 | ダイアン                                | 17     |                                      |
| 16     | 3月5日   | 小籔にプレゼン！                 | 座員全員に分かってほしい                                                   | 酒井藍                                                                           | 25名                                 | ダイアン                                | 17     |                                      |
| 16     | 3月5日   | SDGsソング                       | ルカコ 曲：ルカコ                                                          | 松浦真也、湯澤花梨、岡田直子                                                     |                                      |                                         |        |                                      |
| 17     | 3月12日  | 本気コンパ企画                   | 恋愛を忘れた女子座員たちの本気コンパ                                       | 服部ひで子、岡田直子、森田まりこ、たかおみゆき、宇都宮まき                       | 25名                                 | ダイアン                                | 13     |                                      |
| 17     | 3月12日  | SDGsソング                       | ニッスイ大阪支社 曲：2人の浜辺                                             | 松浦真也、森田まりこ                                                             |                                      |                                         |        |                                      |
| 18     | 3月19日  | 宴会芸グランプリ                 | 深夜のエロブロック                                                         | もじゃ吉田、大塚澪、服部ひで子(NG)                                               | 29名                                 | かまいたち                              | 8      | 1時間SP                              |
| 18     | 3月19日  | 宴会芸グランプリ                 | モノマネブロック                                                           | 森田展義、松浦真也、野下敏規、小林ゆう                                           | 29名                                 | かまいたち                              | 8      | 1時間SP                              |
| 18     | 3月19日  | 宴会芸グランプリ                 | 音芸ブロック                                                               | 青野敏行、けんたくん、たかおみゆき、浅香あき恵、川畑泰史、岡田直子               | 29名                                 | かまいたち                              | 8      | 1時間SP                              |
| 18     | 3月19日  | 宴会芸グランプリ                 | ノンジャンルブロック                                                       | タックルながい。、大島和久、清水啓之、もじゃ吉田、森田展義                       | 29名                                 | かまいたち                              | 8      | 1時間SP                              |
| 18     | 3月19日  | SDGsソング                       | エバオン株式会社 曲：エバオン～シニアの鼓動～                              | 松浦真也、前園健太、曽麻綾                                                       |                                      |                                         |        | 1時間SP                              |
| 19     | 4月2日   | チャーリーと○○工場               | YouTubeの動画作り                                                          | チャーリー浜、森田展義                                                           | 14名                                 | かまいたち                              | 7      |                                      |
| 19     | 4月2日   | SDGsソング                       | がもよんにぎわいプロジェクト 曲：カモン！がもよん                          | 松浦真也、前田まみ、前田真希                                                     |                                      |                                         |        |                                      |
| 20     | 4月9日   | 座員の完全主観ランキング         | 抱かれたい座員ランキング                                                   | 服部ひで子                                                                       | 21名                                 | ダイアン                                | 15     |                                      |
| 20     | 4月9日   | 座員の完全主観ランキング         | 小籔とウマが合いそうランキング                                             | 宇都宮まき                                                                       | 21名                                 | ダイアン                                | 15     |                                      |
| 20     | 4月9日   | SDGsソング                       | 山陽製紙株式会社 曲：PELP～紙を救う物語～                                  | 松浦真也、矢内井玲奈                                                             |                                      |                                         |        |                                      |
| 21     | 4月16日  | 座員の完全主観ランキング         | 面白い座員ランキング                                                       | 前園健太                                                                         | 21名                                 | ダイアン                                | 15     |                                      |
| 21     | 4月16日  | 座員の完全主観ランキング         | ダメな座員ランキング                                                       | 今別府直之                                                                       | 21名                                 | ダイアン                                | 15     |                                      |
| 21     | 4月16日  | SDGsソング                       | 東成区役所 曲：ひがしなりソケットのテーマ                                  | 松浦真也、金原早苗、桜井雅斗、もりすけ、玉置洋行                                 |                                      |                                         |        |                                      |
| 22     | 4月23日  | 小籔にプレゼン！                 | 鬼滅の刃 魅力を教えま～す♡                                                 | 島田珠代                                                                         | 22名                                 | ダイアン                                | 20     |                                      |
| 22     | 4月23日  | 小籔にプレゼン！                 | 小籔ファン倍増計画                                                         | 小寺真理                                                                         | 22名                                 | ダイアン                                | 20     |                                      |
| 22     | 4月23日  | SDGsソング                       | 三栄金属製作所 曲：鉄ノセレナーデヲSニ捧グ                                 | 松浦真也、前園健太、筒井亜由貴                                                   |                                      |                                         |        |                                      |
| 23     | 5月7日   | 小籔にプレゼン！                 | 現役ホステスが教える人たらし術                                             | たかおみゆき                                                                     | 22名                                 | ダイアン                                | 12     |                                      |
| 23     | 5月7日   | 小籔にプレゼン！                 | 大好き！川畑泰史！！                                                       | 宇都宮まき                                                                       | 22名                                 | ダイアン                                | 12     |                                      |
| 23     | 5月7日   | 小籔にプレゼン！                 | あなたの人生を変える珠玉の名言                                             | 大島和久                                                                         | 22名                                 | ダイアン                                | 12     |                                      |
| 23     | 5月7日   | SDGsソング                       | 森興産株式会社 曲：フォレストサポート/一期一会                             | 松浦真也、レイチェル                                                             |                                      |                                         |        |                                      |
| 24     | 5月14日  | ここでしかみられない新喜劇SP     | 女子座談会の再放送                                                         | たかおみゆき(リモート)                                                           | 宇都宮まき(リモート)                 | なし                                    | なし   | 小籔千豊・すっちーは、リモートで進行 |
| 24     | 5月14日  | ここでしかみられない新喜劇SP     | すべらん話の再放送                                                         | 青野敏行(リモート)                                                               | 宇都宮まき(リモート)                 | なし                                    | なし   | 小籔千豊・すっちーは、リモートで進行 |
| 24     | 5月14日  | ここでしかみられない新喜劇SP     | 宴会芸グランプリの再放送                                                   | 川畑泰史(リモート)                                                               | 宇都宮まき(リモート)                 | なし                                    | なし   | 小籔千豊・すっちーは、リモートで進行 |
| 24     | 5月14日  | SDGsソング                       | 曲：ヤンシー&マリコンヌのモコゴシ手洗いソング                              | 松浦真也(リモート)、森田まりこ(リモート)                                         |                                      |                                         |        |                                      |
| 25     | 5月21日  | 名企画小籔にプレゼンSP           | 4リーダーの扱い方再放送                                                    | 親泊泰秀(リモート)                                                               | 宇都宮まき(リモート)                 | なし                                    | なし   | 小籔千豊・すっちーは、リモートで進行 |
| 25     | 5月21日  | 名企画小籔にプレゼンSP           | 鬼滅の刃の魅力の再放送                                                     | 島田珠代(リモート)                                                               | 宇都宮まき(リモート)                 | なし                                    | なし   | 小籔千豊・すっちーは、リモートで進行 |
| 25     | 5月21日  | SDGsソング                       | 曲：手をちゃんと洗いなサンバ                                               | 松浦真也(リモート)、森田まりこ(リモート)                                         |                                      |                                         |        |                                      |
| 26     | 6月4日   | 今別府直之SP                     | 小籔と今別府のバンジー論争の再放送と未公開シーン                           | 今別府直之(リモート)                                                             | 宇都宮まき(リモート)                 | なし                                    | なし   | 小籔千豊・すっちーは、リモートで進行 |
| 26     | 6月4日   | SDGsソング                       | 曲：松浦真也の30秒手洗いチャレンジ～キラキラ星Ver.～                       | 松浦真也(リモート)                                                               |                                      |                                         |        |                                      |
| 27     | 6月11日  | 自粛中の座員を小籔に密告         | 信濃岳夫がお笑いストーカー                                                 | 金原早苗(リモート)→信濃岳夫(リモート)                                            | なし                                 | 浜本広晃（テンダラー）                  | 10     |                                      |
| 27     | 6月11日  | 自粛中の座員を小籔に密告         | 前園が動画編集に力を入れている                                             | 大黒ケイイチ(リモート)→前園健太(リモート)                                        | なし                                 | 浜本広晃（テンダラー）                  | 10     |                                      |
| 27     | 6月11日  | 自粛中の座員を小籔に密告         | チャーリー浜の営業でツッコミが出来ていない                                 | 大黒ケイイチ(リモート)→前園健太(リモート)                                        | なし                                 | 浜本広晃（テンダラー）                  | 10     |                                      |
| 27     | 6月11日  | 頑張っている座員が自らアピール   | SNSで新たに作った動画                                                      | 森田展義(リモート)                                                               | なし                                 | 浜本広晃（テンダラー）                  | 10     |                                      |
| 27     | 6月11日  | SDGsソング                       | 曲：social distance LOVE                                                   | 松浦真也(リモート)、湯澤花梨(リモート)                                           |                                      |                                         |        |                                      |
| 28     | 6月18日  | 自粛中の座員を小籔に密告         | 血だらけ事件を密告                                                         | 川畑泰史(リモート)→清水啓之(リモート)                                            | なし                                 | 浜本広晃（テンダラー）                  | 16     |                                      |
| 28     | 6月18日  | 自粛中の座員を小籔に密告         | 女性マネージャーに弾き語り動画                                             | 小寺真理(リモート)→川畑泰史(リモート)                                            | なし                                 | 浜本広晃（テンダラー）                  | 16     |                                      |
| 28     | 6月18日  | 自粛中の座員を小籔に密告         | 川畑が本気でウーバーイーツ                                                 | 平田健太(リモート)→川畑泰史(リモート)                                            | なし                                 | 浜本広晃（テンダラー）                  | 16     |                                      |
| 28     | 6月18日  | 頑張っている座員が自らアピール   | ジーパンのジッパー上げ下げ世界記録に挑戦                                   | 清水啓之(リモート)                                                               | なし                                 | 浜本広晃（テンダラー）                  | 16     |                                      |
| 28     | 6月18日  | SDGsソング                       | 曲：How long 2m?                                                           | 松浦真也(リモート)、小寺真理(リモート)、松浦景子(リモート)                       |                                      |                                         |        |                                      |
| 29     | 7月2日   | 自粛中の座員を小籔に密告         | モテたいためだけで金髪にしている                                           | 吉田裕(リモート)→太田芳伸(リモート)                                              | なし                                 | 浜本広晃（テンダラー）                  | 15     |                                      |
| 29     | 7月2日   | 自粛中の座員を小籔に密告         | ガラケーでYouTubeを始めようとしている                                      | 音羽一憲(リモート)→帯谷孝史(電話)                                                | なし                                 | 浜本広晃（テンダラー）                  | 15     |                                      |
| 29     | 7月2日   | 自粛中の座員を小籔に密告         | ベビーカステラの屋台をやろうとしている                                     | 音羽一憲(リモート)→帯谷孝史(電話)                                                | なし                                 | 浜本広晃（テンダラー）                  | 15     |                                      |
| 29     | 7月2日   | 頑張っている座員が自らアピール   | ヒデチチのものまね                                                         | 森田まりこ(リモート)、金原早苗(リモート)                                         | なし                                 | 浜本広晃（テンダラー）                  | 15     |                                      |
| 29     | 7月2日   | 頑張っている座員が自らアピール   | 中山美穂のものまね                                                         | たかおみゆき(リモート)                                                           | なし                                 | 浜本広晃（テンダラー）                  | 15     |                                      |
| 29     | 7月2日   | SDGsソング                       | 曲：＃対策グッズFUNK                                                       | 松浦真也(リモート)、桜井雅斗(リモート)                                           |                                      |                                         |        |                                      |
| 30     | 7月9日   | 自粛中の座員を小籔に密告         | 無音の料理動画をSNSにあげている                                            | 服部ひで子(リモート)→清水けんじ(リモート)                                        | なし                                 | 浜本広晃（テンダラー）                  | 15     |                                      |
| 30     | 7月9日   | 自粛中の座員を小籔に密告         | しみを取りにいった                                                         | 服部ひで子(リモート)→清水けんじ(リモート)                                        | なし                                 | 浜本広晃（テンダラー）                  | 15     |                                      |
| 30     | 7月9日   | 自粛中の座員を小籔に密告         | 2週間前に漫画を描くと宣言                                                  | 今別府直之(リモート)                                                             | なし                                 | 浜本広晃（テンダラー）                  | 15     |                                      |
| 30     | 7月9日   | 頑張っている座員が自らアピール   | 恋愛ドラマを見てキスシーンの研究                                           | 服部ひで子(リモート)                                                             | なし                                 | 浜本広晃（テンダラー）                  | 15     |                                      |
| 30     | 7月9日   | SDGsソング                       | 曲：まどを開けよう                                                         | 松浦真也(リモート)、もじゃ吉田(リモート)                                         |                                      |                                         |        |                                      |
| 31     | 7月16日  | 小籔にプレゼン！                 | 僕を見る目がきっと変わります。                                             | 石橋洋貴                                                                         | 宇都宮まき、今別府直之               | 浜本広晃（テンダラー）                  | 13     |                                      |
| 31     | 7月16日  | 小籔にプレゼン！                 | バイオレンスな環境で生き抜く知恵教えます。                                 | 井上安世                                                                         | 宇都宮まき、今別府直之               | 浜本広晃（テンダラー）                  | 13     |                                      |
| 31     | 7月16日  | 小籔にプレゼン！                 | 生き方上手になる魔法のフレーズ                                             | 大島和久                                                                         | 宇都宮まき、今別府直之               | 浜本広晃（テンダラー）                  | 13     |                                      |
| 31     | 7月16日  | SDGsソング                       | サラヤ株式会社(リモート) 曲：Wash a million hands                          | 松浦真也(リモート)                                                               |                                      |                                         |        |                                      |
| 32     | 7月23日  | 小籔にプレゼン！                 | できる男はやっている！！                                                   | もじゃ吉田                                                                       | 宇都宮まき、今別府直之               | 浜本広晃（テンダラー）                  | 15     |                                      |
| 32     | 7月23日  | 小籔にプレゼン！                 | ありがとうが言いたくて…鬼滅の刃2                                           | 島田珠代                                                                         | 宇都宮まき、今別府直之               | 浜本広晃（テンダラー）                  | 15     |                                      |
| 32     | 7月23日  | SDGsソング                       | 山本化学工業株式会社(リモート) 曲：YAMAMOTO SOUL                           | 松浦真也(リモート)                                                               |                                      |                                         |        |                                      |
| 33     | 8月13日  | 座員が座員の悩みを解決！         | 一の介の部屋                                                               | 島田一の介、吉田裕、高橋靖子、小寺真理、浅香あき恵                               | 宇都宮まき、島田一の介、前園健太     | 浜本広晃（テンダラー）                  | 10     |                                      |
| 33     | 8月13日  | 座員が座員の悩みを解決！         | 前園の部屋                                                                 | 前園健太、島田一の介、大黒ケイイチ、島田珠代、安尾信乃助                         | 宇都宮まき、島田一の介、前園健太     | 浜本広晃（テンダラー）                  | 10     |                                      |
| 33     | 8月13日  | SDGsソング                       | 株式会社Re-fa(リモート) 曲：Re-fa Quality                                  | 松浦真也(リモート)、井上安世(リモート)                                           |                                      |                                         |        |                                      |
| 34     | 8月20日  | 振り返り演技グランプリ           | 男性座員編                                                                 | 川畑泰史、玉置洋行、今別府直之、前園健太、青野敏行、ジャボリ・ジェフ             | 宇都宮まき                           | 浜本広晃（テンダラー）                  | 14     |                                      |
| 34     | 8月20日  | SDGsソング                       | 株式会社光製作所(リモート) 曲：HIKARI ～LIGHT ON～                         | 松浦真也(リモート)                                                               |                                      |                                         |        |                                      |
| 35     | 9月3日   | 振り返り演技グランプリ           | 女性座員編                                                                 | 森田まりこ、服部ひで子、岡田直子、たかおみゆき、楠本見江子、ジャボリ・ジェフ     | 宇都宮まき                           | 浜本広晃（テンダラー）                  | 8      |                                      |
| 35     | 9月3日   | SDGsソング                       | クモノスコーポレーション(リモート) 曲：LIKE A SPIDER                       | 松浦真也(リモート)、筒井亜由貴(リモート)                                         |                                      |                                         |        |                                      |
| 36     | 9月10日  | 小籔にプレゼン！                 | 世界遺産ネタでワールドツアーパワーUP                                       | 新井崇史                                                                         | 川畑泰史、宇都宮まき、たかおみゆき   | COWCOW                                  | 25     |                                      |
| 36     | 9月10日  | 小籔にプレゼン！                 | 小籔にお勧めのフレッシュ座員                                               | 矢内井玲奈                                                                       | 川畑泰史、宇都宮まき、たかおみゆき   | COWCOW                                  | 25     |                                      |
| 36     | 9月10日  | SDGsソング                       | 棚橋電機株式会社(リモート) 曲:棚橋のバラード                               | 松浦真也、森田まりこ                                                             |                                      |                                         |        |                                      |
| 37     | 9月17日  | 小籔にプレゼン！                 | たかおみゆきをねぎらおう                                                   | 宇都宮まき                                                                       | たかおみゆき                         | COWCOW                                  | 18     |                                      |
| 37     | 9月17日  | 小籔にプレゼン！                 | 正しいラジオ体操                                                           | 川畑泰史                                                                         | たかおみゆき                         | COWCOW                                  | 18     |                                      |
| 37     | 9月17日  | SDGsソング                       | 日本精機株式会社(リモート) 曲:アゲアゲ日本精機                             | 松浦真也、高関優、前園健太                                                       |                                      |                                         |        |                                      |
| 38     | 9月24日  | 大食い対決！                     |                                                                            | 宇都宮まき、服部ひで子、森田展義、音羽ー憲、玉置洋行、たかおみゆき               | 川畑泰史                             | COWCOW                                  |        |                                      |
| 38     | 9月24日  | SDGsソング                       | 関西学院大学(リモート) 曲:SDGs ディスコ                                    | 松浦真也、小林ゆう、矢内井玲奈                                                   |                                      |                                         |        |                                      |
| 39     | 10月8日  | 座員がリアクション芸に挑戦！     |                                                                            | やなぎ浩二、たかおみゆき、今別府直之、前園健太                                   | 川畑泰史、宇都宮まき                 | COWCOW                                  | 14     |                                      |
| 39     | 10月8日  | SDGsソング                       | ニッティングバード(リモート) 曲:なんかになるさ                             | 松浦真也、玉置洋行、曽麻綾                                                       |                                      |                                         |        |                                      |
| 40     | 10月15日 | 宴会芸グランプリ2020優勝記念SP   |                                                                            | 大島和久、新井崇史、伊賀健二                                                     | -                                    | ダイアン                                | 13     |                                      |
| 40     | 10月15日 | SDGsソング                       | 革靴をはいた猫(リモート) 曲:Brush up ROCK                                  | 松浦真也                                                                         |                                      |                                         |        |                                      |
| 41     | 10月22日 | 小籔にプレゼン！                 | Beautiful lifeの入り口                                                     | 松本慎一郎                                                                       | 川畑泰史、宇都宮まき、たかおみゆき   | ダイアン                                | 13     |                                      |
| 41     | 10月22日 | 小籔にプレゼン！                 | 処女作                                                                     | 今別府直之                                                                       | 川畑泰史、宇都宮まき、たかおみゆき   | ダイアン                                | 13     |                                      |
| 41     | 10月22日 | SDGsソング                       | 枚岡合金工具株式会社(リモート) 曲:緑魂〜緑化に魂棒げるなにわ鋼の戦士たち〜 | 松浦真也                                                                         |                                      |                                         |        |                                      |
| 42     | 11月5日  | 小籔にプレゼン！                 | 世界で一番!甘〜いハナシ&好きな駄菓子                                       | 川筋ライラ                                                                       | 川畑泰史、宇都宮まき、たかおみゆき   | ダイアン                                | 22     |                                      |
| 42     | 11月5日  | 小籔にプレゼン！                 | 小籔の人生を変える3つの方法                                                | 谷川友梨                                                                         | 川畑泰史、宇都宮まき、たかおみゆき   | ダイアン                                | 22     |                                      |
| 42     | 11月5日  | SDGsソング                       | 株式会社ケーエスーケー（リモート） 曲:株式会社X・X・X                      | 松浦真也、咲方響                                                                 |                                      |                                         |        |                                      |
| 43     | 11月12日 | 小籔にプレゼン！                 | 小籔さんは間違っている&J.Y.Parkから学ぶ座員への接し方                      | 多和田上人                                                                       | 川畑泰史、宇都宮まき、たかおみゆき   | ダイアン                                | 24     |                                      |
| 43     | 11月12日 | 小籔にプレゼン！                 | 天国への階段                                                               | もりすけ                                                                         | 川畑泰史、宇都宮まき、たかおみゆき   | ダイアン                                | 24     |                                      |
| 43     | 11月12日 | SDGsソング                       | 関西SDGsプラッドフォーム（リモート） 曲:WIN―WIN―WIN                        | 松浦真也、咲方響                                                                 |                                      |                                         |        |                                      |
| 44     | 11月19日 | 凪咲にプレゼン！俺のデートプラン | 石田ゆり子と行くいい意味で大阪を裏切るデート                               | 多和田上人                                                                       | 宇都宮まき、たかおみゆき、服部ひで子 | 渋谷凪咲（NMB48）、津田篤宏（ダイアン） | -      |                                      |
| 44     | 11月19日 | 凪咲にプレゼン！俺のデートプラン | 清水麻椰アナウンサーと行くオンナココロに効くデート                         | 信濃岳夫                                                                         | 宇都宮まき、たかおみゆき、服部ひで子 | 渋谷凪咲（NMB48）、津田篤宏（ダイアン） | -      |                                      |
| 44     | 11月19日 | SDGsソング                       | 株式会社大橋金属工芸（リモート） 曲:NANINAのトレジャーハンター             | 松浦真也、咲方響                                                                 |                                      |                                         |        |                                      |
| 45     | 12月3日  | 凪咲にプレゼン！俺のデートプラン | 新垣結衣と行く籠の中で嶌に大型を知ってもらうデート                         | やなぎ浩二                                                                       | 宇都宮まき、たかおみゆき、服部ひで子 | 渋谷凪咲（NMB48）、津田篤宏（ダイアン） | なし   |                                      |
| 45     | 12月3日  | 凪咲にプレゼン！俺のデートプラン | 渋谷凪咲と行く大人のドライブデート                                         | 川畑泰史                                                                         | 宇都宮まき、たかおみゆき、服部ひで子 | 渋谷凪咲（NMB48）、津田篤宏（ダイアン） | なし   |                                      |
| 45     | 12月3日  | 凪咲にプレゼン！俺のデートプラン | 渋谷凪咲と行く全集中恋の呼吸でプルマィノルトラデート                       | 新井崇史                                                                         | 宇都宮まき、たかおみゆき、服部ひで子 | 渋谷凪咲（NMB48）、津田篤宏（ダイアン） | なし   |                                      |
| 45     | 12月3日  | SDGsソング                       | 株式会社大阪ケイオス(リモート) 曲:19 Smiles                                | 松浦真也、服部ひで子                                                             |                                      |                                         |        |                                      |
| 46     | 12月10日 | 川畑座長の日常に密着             |                                                                            | 川畑泰史                                                                         | 今別府直之、宇都宮まき               | 渋谷凪咲（NMB48）、津田篤宏（ダイアン） | 14     |                                      |
| 46     | 12月10日 | SDGsソング                       | JTマーヴェラス(リモート) 曲:JTマーヴェラス                                 | 松浦真也、森田まりこ                                                             |                                      |                                         |        |                                      |
| 47     | 12月17日 | 座員の涙活に密着スペシャル       |                                                                            | たかおみゆき、伊賀健二、新井崇史、大島和久                                       | 島田珠代、宇都宮まき、多和田上人     | 渋谷凪咲（NMB48）、津田篤宏（ダイアン） | 13     |                                      |
| 47     | 12月17日 | SDGsソング                       | 株式会社福永(リモート) 曲:福永のぶるーす                                   | 松浦真也                                                                         |                                      |                                         |        |                                      |
| 48     | 12月24日 | 座員の涙活に密着スペシャル       |                                                                            | 森田展義、矢内井玲奈、瀧見信行、もりすけ                                         | 島田珠代、宇都宮まき、多和田上人     | 渋谷凪咲（NMB48）、津田篤宏（ダイアン） | 10     |                                      |
| 48     | 12月24日 | SDGsソング                       | 株式会社大同工業所(リモート) 曲:ミャンマーからの手紙                       | 松浦真也、吉田裕                                                                 |                                      |                                         |        |                                      |

| 2021年 | 2021年   | 2021年                                           | 2021年 | 2021年 | 2021年                                                                                             | 2021年                                                                              | 2021年 | 2021年 |
| #      | 放送日   | コーナー名                                       | 内容 | コーナー出演者 | スタジオ座員                                                                                       | ゲスト                                                                              | 説教数 | 備考   |
| ------ | -------- | ------------------------------------------------ | --- | --- | -------------------------------------------------------------------------------------------------- | ----------------------------------------------------------------------------------- | ------ | ------ |
| 49     | 1月14日  | 2021年よしもと新喜劇NEXTカレンダーを作ろう!      | | 川畑泰史、佐藤太一郎、森田展義、やなぎ浩二、服部ひで子、森田まりこ、岡田直子、島田珠代、大島和久、新井崇史、ダイアン、たかおみゆき                               | 宇都宮まき                                                                                         | 藤崎マーケット                                                                      | 17     |        |
| 49     | 1月14日  | SDGsソング                                       | 大阪府（リモート） 曲:消えない約束 | 松浦真也 | |                                                                                     |        |        |
| 50     | 1月21日  | 小籔にプレゼン〜福座員プレゼンSP〜               | 小籔兄さんの魁力 | 宇都宮まき | 川畑泰史、酒井藍                                                                                   | 藤崎マーケット                                                                      | 13     |        |
| 50     | 1月21日  | 小籔にプレゼン〜福座員プレゼンSP〜               | 新喜劇の国際化に必要なことBEST3 | 曽麻綾 | 川畑泰史、酒井藍                                                                                   | 藤崎マーケット                                                                      | 13     |        |
| 50     | 1月21日  | 小籔にプレゼン〜福座員プレゼンSP〜               | 僕の偉業 | 今部府直之 | 川畑泰史、酒井藍                                                                                   | 藤崎マーケット                                                                      | 13     |        |
| 50     | 1月21日  | SDGsソング                                       | 太平洋人材交流センター(リモート) 曲:世界立プレックス高校                                                                                                 | 松浦真也、岡田直子 | |                                                                                     |        |        |
| 51     | 1月28日  | 小籔にプレゼン〜福座員プレゼンSP〜               | 新喜劇ことわざ辞典 | 松浦真也 | 川畑泰史、酒井藍                                                                                   | 藤崎マーケット                                                                      | なし   |        |
| 51     | 1月28日  | 小籔にプレゼン〜福座員プレゼンSP〜               | ラフティングの魅力 | 谷川友梨 | 川畑泰史、酒井藍                                                                                   | 藤崎マーケット                                                                      | なし   |        |
| 51     | 1月28日  | SDGsソング                                       | 丸紅木材株式会社（リモート） 曲:丸紅木材のスタンス | 松浦真也、たかおみゆき、中條健一 | |                                                                                     |        |        |
| 52     | 2月4日   | 座員の親友さん大集合                             | | 大黒ケイイチ&川筋ライラ、いちじまだいき&今別府直之 | 川畑泰史                                                                                           | 見取り図                                                                            | なし   |        |
| 52     | 2月4日   | SDGsソング                                       | 柴屋株式会社（リモート） 曲:天日干し | 松浦真也 | |                                                                                     |        |        |
| 53     | 2月11日  | 座員の親友さん大集合                             | | 曽麻綾&ジャボリ・ジェフ、もりすけ&多和田上人&盛山晋太郎（見取り図）                                                                                              | 川畑泰史                                                                                           | 見取り図                                                                            | 14     |        |
| 53     | 2月11日  | SDGsソング                                       | 大阪サクヤセメSDGs研究会（リモート） 曲:サクヤヒメの薔薇                                                                                                 | 松浦真也 | |                                                                                     |        |        |
| 54     | 2月18日  | 小籔にプレゼン 残り福座員プレゼンSP              | 私の友達上田くん | 小林ゆう | 宇都宮まき                                                                                         | 見取り図                                                                            | 22     |        |
| 54     | 2月18日  | 小籔にプレゼン 残り福座員プレゼンSP              | にわとりの魁力 | たかおみゆき | 宇都宮まき                                                                                         | 見取り図                                                                            | 22     |        |
| 54     | 2月18日  | SDGsソング                                       | 株式会社サンウェル（リモート） 曲:サンウェル“取り組みま“クリステル                                                                                       | 松浦真也、金原早苗 | |                                                                                     |        |        |
| 55     | 3月4日   | 小籔にプレゼン 残り福座員プレゼンSP              | ASMR&特徴的な事 | 咲方響 | 宇都宮まき                                                                                         | 見取り図                                                                            | 15     |        |
| 55     | 3月4日   | 小籔にプレゼン 残り福座員プレゼンSP              | 美味しんぼの魅力 | 清水啓之 | 宇都宮まき                                                                                         | 見取り図                                                                            | 15     |        |
| 55     | 3月4日   | SDGsソング                                       | 株式会社ラミーコーポレーション（リモート） 曲:ラミネートを巻く芯をリサイクルしない奴に怒りをぶつけるも、不意に女が出てしまうラミーコーポレーションの社員 | 松浦真也、岡田直子 | |                                                                                     |        |        |
| 56     | 3月11日  | もしもNSC講師の依頼がきたら・・                  | | 帯谷孝史、今別府直之、新井崇史 | 川畑泰史                                                                                           | 霜降り明星                                                                          | 13     |        |
| 56     | 3月11日  | SDGsソング                                       | 東洋機器工業株式会社（リモート） 曲:ハタラクロボット | 松浦真也、小林ゆう | |                                                                                     |        |        |
| 57     | 3月18日  | 跳ねる!せいや御殿                                | | 今別府直之、川筋ライラ、前園健太、新井崇史 | | 霜降り明星                                                                          | 7      |        |
| 57     | 3月18日  | SDGsソング                                       | 山形開発工業株式会社（リモート） 曲:WELL | 松浦真也 | |                                                                                     |        |        |
| 58     | 3月25日  | 祝!放送時間昇格記念!MADな座員のMADな神回傑作選!  | | たかおみゆき、信濃岳夫、今別府直之 | なし                                                                                               | なし                                                                                | -      |        |
| 58     | 3月25日  | SDGsソング                                       | 海商株式会社（リモート） 曲:cava | 松浦真也、いがわゆり蚊 | |                                                                                     |        |        |
| 59     | 4月2日   | 今別府がバンジーを飛ぶ1日に密着                  | | 今別府直之、川畑泰史、小籔千豊 | 酒井藍、宇都宮まき、松浦真也、服部ひで子、島田珠代、森田まりこ、岡田直子                           | 野性爆弾                                                                            | なし   |        |
| 59     | 4月2日   | SDGsソング                                       | 曲:what's the SDGs! | 松浦真也、金原早苗、岡田直子、森田まりこ、井上安世 | |                                                                                     |        |        |
| 60     | 4月16日  | 今別府が格付け!ダメだと思う座員トップ10          | | 今別府直之、烏川耕一、やなぎ浩二、青野敏行、宇都宮まき、清水けんじ、吉田裕、信濃岳夫、諸見里大介                                                                 | 川畑泰史、酒井藍                                                                                   | 野性爆弾                                                                            | -      |        |
| 60     | 4月16日  | SDGsソング                                       | ジェントリー（リモート） 曲:布・再利用・大事 | 松浦真也、森田まりこ | |                                                                                     |        |        |
| 61     | 4月23日  | 今別府が格付け!ダメだと思う座員トップ10          | | 今別府直之、烏川耕一、やなぎ浩二、青野敏行、宇都宮まき、清水けんじ、吉田裕、信濃岳夫、諸見里大介                                                                 | 川畑泰史、酒井藍                                                                                   | 野性爆弾                                                                            | -      |        |
| 61     | 4月23日  | SDGsソング                                       | 株式会社アプライズ（リモート） 曲:まりことひろゆきのサンバ                                                                                               | 松浦真也、清水啓之、森田まりこ | |                                                                                     |        |        |
| 62     | 4月30日  | 小籔にプレゼン!                                  | ぬいぐるみの素晴らしさ | 島田珠代 | 川畑泰史、酒井藍、宇都宮まき、今別府直之、松浦真也、森田まりこ                                     | 野性爆弾                                                                            | -      |        |
| 62     | 4月30日  | 小籔にプレゼン!                                  | 地球を歩いて学んだ人生の歩み方 | ボンざわーるど | 川畑泰史、酒井藍、宇都宮まき、今別府直之、松浦真也、森田まりこ                                     | 野性爆弾                                                                            |        |        |
| 62     | 4月30日  | SDGsソング                                       | 株式会社毛髪クリニックリーブ21（リモート） 曲:悩み多き男たち                                                                                             | 松浦真也、もりすけ、多和田上人 | |                                                                                     |        |        |
| 63     | 5月7日   | 相席花月食堂                                     | | 前園健太、大黒ケイイチ、やなぎ浩二、瀧見信行、もりすけ | 今別府直之、宇都宮まき                                                                             | 藤崎マーケット                                                                      | -      |        |
| 63     | 5月7日   | SDGsソング                                       | 株式会社滋賀銀行（リモート） 曲:滋賀銀行の歌 | 松浦真也、伊賀健二 | |                                                                                     |        |        |
| 64     | 5月14日  | THE FIRST TAKE〜座員の人生歌〜                   | | 大黒ケイイチ、谷川友梨、たかおみゆき、佐藤太一郎 | 今別府直之、宇都宮まき                                                                             | 藤崎マーケット                                                                      | -      |        |
| 64     | 5月14日  | SDGsソング                                       | 有限会社ラパン（リモート） 曲:OKARADA | 松浦真也、タックルながい、玉置洋行 | |                                                                                     |        |        |
| 65     | 5月21日  | 前園の塀                                         | | 前園健太、たかおみゆき、川畑泰史、清水啓之、岡田直子、曽麻綾、音羽ー憲、多和田上人、もりすけ、祐代朗功、速見めぐみ、小林ゆう、宮内紀佳、大黒ケイイチ、今別府直之 | 宇都宮まき                                                                                         | 藤崎マーケット                                                                      | -      |        |
| 65     | 5月21日  | SDGsソング                                       | 曲:What's the SDGs? No.1 貧困をなくそう | 松浦真也、森田まりこ | |                                                                                     |        |        |
| 66     | 6月4日   | 祝結婚!清水啓之♥森田まりこやりたいこと叶えたろSP | 生い立ちVTR | やなぎ浩二、楠本見江子、烏川耕一、川畑泰史、千葉公平（ナレーション）、岡田直子（ナレーション）                                                                   | 清水啓之、森田まりこ、今別府直之、宇都宮まき                                                       | ダイアン                                                                            | -      |        |
| 66     | 6月4日   | 祝結婚!清水啓之♥森田まりこやりたいこと叶えたろSP | 座員のお祝いソング被露 | 佐藤太一郎、谷川友梨、川畑泰史、岡田直子 | 清水啓之、森田まりこ、今別府直之、宇都宮まき                                                       | ダイアン                                                                            | -      |        |
| 66     | 6月4日   | SDGsソング                                       | 曲:whats'the SDGs? No.2 飢餓をゼロに | 松浦真也 | |                                                                                     |        |        |
| 67     | 6月11日  | 祝結婚!清水啓之♥森田まりこやりたいこと叶えたろSP | | 清水啓之、森田まりこ | 川畑泰史、今別府直之、宇都宮まき                                                                   | ダイアン                                                                            | -      |        |
| 67     | 6月11日  | SDGsソング                                       | 曲:whats'the SDGs? No.3 全ての人に健康に福祉を | 松浦真也、高関優、桜井雅斗、野崎塁 | |                                                                                     |        |        |
| 68     | 6月18日  | 新喜劇NEXT 世界一受けたい座長作法                | | 森田まりこ、もりすけ、大黒ケイイチ、服部ひで子、多和田上人、咲方響、音羽一憲                                                                                     | 宇都宮まき、今別府直之、川畑泰史                                                                   | ダイアン                                                                            | -      |        |
| 68     | 6月18日  | SDGsソング                                       | 曲:whats'the SDGs? No.4 質の高い教育をみんなに〜ハイクオリティエデュケーション〜                                                                         | 松浦真也、小寺真理 | |                                                                                     |        |        |
| 69     | 7月2日   | ご名答グランプリ!                                | | やなぎ浩二、たかおみゆき、谷川友梨、新井崇史 | 宇都宮まき、今別府直之                                                                             | 笑い飯                                                                              | -      |        |
| 69     | 7月2日   | SDGsソング                                       | 曲:whats'the SDGs? No.5 ジェンダー平等を実現しよう | 松浦真也、岡田直子、けんたくん、湯澤花梨、今別府直之 | |                                                                                     |        |        |
| 70     | 7月8日   | よしもと新喜劇NEXT夢の祭典 ドリームマッチング    | 審査員 | 谷川友梨、新井崇史 | 今別府直之、宇都宮まき                                                                             | 笑い飯                                                                              | -      |        |
| 70     | 7月8日   | よしもと新喜劇NEXT夢の祭典 ドリームマッチング    | ネタ披露 | 前園健太×服部ひで子、大島和久×タックルなかい。 | 今別府直之、宇都宮まき                                                                             | 笑い飯                                                                              | -      |        |
| 70     | 7月8日   | SDGsソング                                       | 曲:whats'the SDGs? No.6 安全な水トイレを世界に | 松浦真也、祐代朗功 | |                                                                                     |        |        |
| 71     | 7月15日  | よしもと新喜劇NEXT夢の祭典 ドリームマッチング    | 審査員 | 谷川友梨、新井崇史 | 今別府直之、宇都宮まき                                                                             | 笑い飯                                                                              | -      |        |
| 71     | 7月15日  | よしもと新喜劇NEXT夢の祭典 ドリームマッチング    | ネタ披露 | 川筋ライラ×川畑泰史、辰己智之×祐代朗功、玉置洋行×たかおみゆき | 今別府直之、宇都宮まき                                                                             | 笑い飯                                                                              | -      |        |
| 71     | 7月15日  | SDGsソング                                       | 曲:whats'the SDGs? No.7 エネルギーをみんなにそしてグリーンに                                                                                             | 松浦真也、千葉公平 | |                                                                                     |        |        |
| 72     | 7月22日  | 救済企画!イマイチ伸びない小籔のSNSを救え!        | | | 今別府直之、宇都宮まき、川畑泰史、服部ひで子                                                       | 藤崎マーケット                                                                      | -      |        |
| 72     | 7月22日  | SDGsソング                                       | 曲:whats'the SDGs? No.8 働きがいも経済成長も〜働きGUY〜                                                                                                  | 松浦真也、吉田裕 | |                                                                                     |        |        |
| 73     | 8月13日  | 小籔にプレゼン!                                  | タロット占い | 大黒ケイイチ | たかおみゆき、今別府直之、宇都宮まき                                                               | 藤崎マーケット                                                                      | -      |        |
| 73     | 8月13日  | 小籔にプレゼン!                                  | マッチングアプリ | 谷川友梨 | たかおみゆき、今別府直之、宇都宮まき                                                               | 藤崎マーケット                                                                      |        |        |
| 73     | 8月13日  | SDGsソング                                       | 曲:whats'the SDGs? No.9 産業と技術革新の基盤をつくろう                                                                                                   | 松浦真也、吉田裕、森田まりこ、曽麻綾 | |                                                                                     |        |        |
| 74     | 8月20日  | 夏本番!新喜劇座員の怪談スペシャル                | 怪談を披露する座員 | 青野敏行、たかおみゆき、辰己智之、佐藤太一郎、服部ひで子、新井崇史                                                                                               | 川畑泰史、宇都宮まき、今別府直之                                                                   | 藤崎マーケット                                                                      | -      |        |
| 74     | 8月20日  | SDGsソング                                       | 曲:whats'the SDGs? No.10 人や国の不平等をなくそう | 松浦真也、もじゃ吉田、もりすけ、森田まりこ | |                                                                                     |        |        |
| 75     | 8月27日  | 座員のスローライフに密着!                        | | やなぎ浩二、谷川友梨 | 今別府直之、宇都宮まき                                                                             | マヂカルラブリー                                                                    | -      |        |
| 75     | 8月27日  | SDGsソング                                       | 曲:whats'the SDGs? No.11 住み続けられるまちづくりを | 松浦真也、森田まりこ | |                                                                                     |        |        |
| 76     | 9月3日   | 座員に熱血演技指導!                              | | 村西とおる、島田珠代、たかおみゆき、服部ひで子、玉置洋行、金原早苗、小寺真理                                                                                     | 今別府直之、宇都宮まき                                                                             | マヂカルラブリー                                                                    | -      |        |
| 76     | 9月3日   | SDGsソング                                       | 曲:whats'the SDGs? No.12 つくる責任つかう責任 | 松浦真也、咲方響 | |                                                                                     |        |        |
| 77     | 9月10日  | M-1王者は新喜劇座員をおもしろく回せるのかSP      | | 今別府直之、前園健太、川筋ライラ、新井崇史 | 宇都宮まき                                                                                         | マヂカルラブリー                                                                    | -      |        |
| 77     | 9月10日  | SDGsソング                                       | 曲:whats'the SDGs? No.13 気候変動に具体的な対策を | 松浦真也、小西武蔵、けんたくん、ジャボリ・ジェフ | |                                                                                     |        |        |
| 78     | 9月17日  | よしもと新喜劇NEXTファン感謝祭&小籔にプレゼン    | 座員の人間味&知らん奴が出てくる | 浜本広晃（テンダラー）、今別府直之 | 川畑泰史、宇都宮まき、谷川友梨、大黒ケイイチ、やなぎ浩二、島田珠代、前園健太、松浦真也             | 多田健二（COWCOW）、浜本広晃（テンダラー）、瀬戸洋祐（スマイル）、渋谷凪咲（NMB48） | -      |        |
| 78     | 9月17日  | SDGsソング                                       | 曲:whats'the SDGs? No.1 貧困をなくそう | 松浦真也、森田まりこ | |                                                                                     |        |        |
| 79     | 9月23日  | よしもと新喜劇NEXTファン感謝祭&小籔にプレゼン    | 大好きな名シーン | 瀬戸洋祐（スマイル） | 川畑泰史、宇都宮まき、谷川友梨、大黒ケイイチ、やなぎ浩二、島田珠代、前園健太、松浦真也             | 多田健二（COWCOW）、浜本広晃（テンダラー）、瀬戸洋祐（スマイル）、渋谷凪咲（NMB48） | -      |        |
| 79     | 9月23日  | よしもと新喜劇NEXTファン感謝祭&小籔にプレゼン    | 一番大好きな番組&リアル半沢直樹&ひきつった座員の顔&小籔から座員への説教&私の大好きな座員&私だけが知る川畑の素顔                                          | 渋谷凪咲（NMB48） | 川畑泰史、宇都宮まき、谷川友梨、大黒ケイイチ、やなぎ浩二、島田珠代、前園健太、松浦真也             | 多田健二（COWCOW）、浜本広晃（テンダラー）、瀬戸洋祐（スマイル）、渋谷凪咲（NMB48） | -      |        |
| 79     | 9月23日  | SDGsソング                                       | 曲:whats'the SDGs? No.14 海の豊かさを守ろう | 松浦真也、佐藤美優 | |                                                                                     |        |        |
| 80     | 9月30日  | よしもと新喜劇NEXTファン感謝祭&小籔にプレゼン    | 渋谷凪咲の推し座員 | 渋谷凪咲（NMB48）、新井崇史 | 川畑泰史、宇都宮まき、今別府直之、谷川友梨、大黒ケイイチ、やなぎ浩二、島田珠代、前園健太、松浦真也 | 多田健二（COWCOW）、浜本広晃（テンダラー）、瀬戸洋祐（スマイル）、渋谷凪咲（NMB48） | -      |        |
| 80     | 9月30日  | よしもと新喜劇NEXTファン感謝祭&小籔にプレゼン    | オープニング&普通ならカットも放送&小籔語録&リュックを下ろさない川畑&東京で女性と歩く川畑                                                                 | 多田健二（COWCOW）、森田まりこ | 川畑泰史、宇都宮まき、今別府直之、谷川友梨、大黒ケイイチ、やなぎ浩二、島田珠代、前園健太、松浦真也 | 多田健二（COWCOW）、浜本広晃（テンダラー）、瀬戸洋祐（スマイル）、渋谷凪咲（NMB48） | -      |        |
| 80     | 9月30日  | SDGsソング                                       | 曲:whats'the SDGs? No.15 陸の豊かさを守ろう | 松浦真也、多和田上人 | |                                                                                     |        |        |
| 81     | 10月6日  | 宇都宮まき結婚祝い企画                           | | 辰己智之、ボンざわーるど、森田まりこ、佐藤太一郎、谷川友梨 | 宇都宮まき、今別府直之                                                                             | 藤崎マーケット                                                                      | -      |        |
| 81     | 10月6日  | SDGsソング                                       | whats'the SDGs? No.16 平和と公正をすべての人に | 松浦真也、島田珠代 | |                                                                                     |        |        |
| 82     | 10月13日 | 川畑座長新喜劇30周年おめでとうSP                 | | 川畑泰史、小寺真理 | 宇都宮まき、今別府直之                                                                             | 藤崎マーケット                                                                      | -      |        |
| 82     | 10月13日 | SDGsソング                                       | whats' the SDGs? No.17 パートナーシップで目標を実現しよう                                                                                                | 松浦真也、森田まりこ | |                                                                                     |        |        |
| 83     | 10月20日 | 仁義なきNEXTスター入れ替え戦                     | | やなぎ浩二、前園健太、谷川友梨、新井崇史、横地眞平、松元政唯、吉岡友見、森川隆士                                                                                 | 宇都宮まき、今別府直之                                                                             | 藤崎マーケット                                                                      | -      |        |
| 83     | 10月20日 | SDGsソング                                       | 株式会社オリーブ技研（リモート） 曲:志新愛（シニア） | 松浦真也 | |                                                                                     |        |        |
| 84     | 10月28日 | 小籔にプレゼン                                   | メダルゲーム | 松元政唯 | 川畑泰史、宇都宮まき、今別府直之                                                                   | ダイアン                                                                            | -      |        |
| 84     | 10月28日 | 小籔にプレゼン                                   | クーポンライフ | 瀧見信行 | 川畑泰史、宇都宮まき、今別府直之                                                                   | ダイアン                                                                            | -      |        |
| 84     | 10月28日 | 小籔にプレゼン                                   | 自作の小説 | 祐代朗功 | 川畑泰史、宇都宮まき、今別府直之                                                                   | ダイアン                                                                            | -      |        |
| 84     | 10月28日 | SDGsソング                                       | テルミーソリョーションズ（リモート） 曲:マツシンヨーデル〜髪で健康を調べよう編〜                                                                         | 松浦真也、大塚澪 | |                                                                                     |        |        |
| 85     | 11月3日  | 今別府が格付けダメな座員ランキング2021秋         | | 今別府直之、川畑泰史、島田一の介、宇都宮まき、もじゃ吉田、清水けんじ、吉田裕、Men′s石橋                                                                          | | ダイアン                                                                            | -      |        |
| 85     | 11月3日  | SDGsソング                                       | 毎日放送（リモート） 曲:大好きだよ!MBS! | 松浦真也、森田まりこ | |                                                                                     |        |        |
| 86     | 11月10日 | 今別府が格付けダメな座員ランキング2021秋         | | 今別府直之、川畑泰史、島田一の介、宇都宮まき、もじゃ吉田、清水けんじ、吉田裕、Men's石橋                                                                          | | ダイアン                                                                            | -      |        |
| 86     | 11月10日 | SDGsソング                                       | リコージャパン（リモート） 曲:知らんけど | 松浦真也、吉田裕 | |                                                                                     |        |        |
| 87     | 11月24日 | 目指せ!川畑超え わー選手権                       | | 新井崇史、たかおみゆき、松元政唯、岡田直子、辰己智之、清水啓之、鳥川耕一、多和田上人、もりすけ                                                                   | 川畑泰史、宇都宮まき、今別府直之                                                                   | レイザーラモン                                                                      | -      |        |
| 87     | 11月24日 | SDGsソング                                       | 株式会社ビー・エス・ケイ（リモート） 曲:白い女神 | 松浦真也、もじゃ吉田 | |                                                                                     |        |        |
| 88     | 12月15日 | 座員の人生写真館                                 | | 川畑泰史、宇都宮まき、今別府直之、青野敏行、たかおみゆき、谷川友梨、松元政唯、新井崇史                                                                           | | レイザーラモン                                                                      | -      |        |
| 88     | 12月15日 | SDGsソング                                       | NPO法人 女性と仕事研究所（リモート） 曲:育休Go!アドバイザー!                                                                                             | 松浦真也、筒井亜由貴 | |                                                                                     |        |        |
| 89     | 12月22日 | 新喜劇NEXTのファンが集結!魅力を総ざらい          | | 渋谷凪咲（NMB48）、多田健二（COWCOW）、浜本広晃（テンダラー）、瀬戸洋祐（スマイル）                                                                              | |                                                                                     | -      |        |
| 89     | 12月22日 | SDGsソング                                       | 曲:新喜劇でもSDGs! | 松浦真也、千葉公平 | |                                                                                     |        |        |

| 2022年     | 2022年   | 2022年                                                                                     | 2022年                                                      | 2022年 | 2022年                                       | 2022年                                                                         | 2022年                                                                             |
| #          | 放送日   | コーナー名                                                                                 | 内容                                                        | コーナー出演者 | スタジオ座員                                 | ゲスト                                                                         | 備考                                                                               |
| ---------- | -------- | ------------------------------------------------------------------------------------------ | ----------------------------------------------------------- | --- | -------------------------------------------- | ------------------------------------------------------------------------------ | ---------------------------------------------------------------------------------- |
| SP (90)    | 1月2日   | 2021年色々あったけどうっせぇわ!ドカーン!ドカーン!密告祭り 新年早々大説教SP プルスウルトラ! | 新喜劇の事件を小籔に密告                                    | 重谷ほたる、伊丹祐貴、吉田裕、烏川耕一、清水啓之、辰己智之、谷川友梨 | 40名                                         | 藤崎マーケット、瀬戸洋祐（スマイル）                                           |                                                                                    |
| SP (90)    | 1月2日   | 2021年色々あったけどうっせぇわ!ドカーン!ドカーン!密告祭り 新年早々大説教SP プルスウルトラ! | 新喜劇Dynamiteドッキリ                                      | スマイル、島田一の介、川畑泰史、今別府直之、松浦真也、清水啓之、森田まりこ、多和田上人 | 40名                                         | 藤崎マーケット、瀬戸洋祐（スマイル）                                           |                                                                                    |
| 91         | 1月12日  | 新喜劇の事件を小籔に密告SP延長戦                                                           |                                                             | 森田まりこ、新井崇史、重谷ほたる、千葉公平、信濃岳夫、島田珠代 | 40名                                         | 藤崎マーケット、瀬戸洋祐（スマイル）                                           |                                                                                    |
| 91         | 1月12日  | SDGsソング                                                                                 | 猫舌堂（リモート） 曲:iisazy                                | 松浦真也 |                                              |                                                                                |                                                                                    |
| 92         | 1月19日  | 2022年座員カレンダーを作ろう!!                                                             |                                                             | 谷川友梨、大黒ケイイチ、松元政唯、新井崇史、島田珠代、森川隆士、たかおみゆき、辰己智之 | 川畑泰史、今別府直之                         | 藤崎マーケット                                                                 |                                                                                    |
| 92         | 1月19日  | SDGsソング                                                                                 | サンワード株式会社（リモート） 曲:心のスケッチ              | 松浦真也、もりすけ |                                              |                                                                                |                                                                                    |
| 93         | 1月26日  | 2022年新喜劇女優グランピング女子会                                                         |                                                             | たかおみゆき、服部ひで子、谷川友梨、咲方響 | 川畑泰史、今別府直之                         | 藤崎マーケット                                                                 |                                                                                    |
| 93         | 1月26日  | SDGsソング                                                                                 | スパイスキューブ（リモート） 曲:スパイスキューブ            | 松浦真也、谷川友梨、小林ゆう、重谷ほたる |                                              |                                                                                |                                                                                    |
| 94         | 2月2日   | 山名が座員を回す!姉ちゃんの旦那にハマリたい                                                |                                                             | 川筋ライラ、前園健太、森川隆士、新井崇史 | 今別府直之                                   | アキナ                                                                         |                                                                                    |
| 94         | 2月2日   | SDGsソング                                                                                 | 株式会社アッテミー（リモート） 曲:アッテミー                | 松浦真也、ポンざわーるど |                                              |                                                                                |                                                                                    |
| 95         | 2月23日  | 新喜劇NEXTオールスターズ大集結歌とダンスのウィンターフェスティバル                         |                                                             | 島田一の介、楠本見江子、青野敏行、川畑泰史 | 今別府直之                                   | アキナ                                                                         |                                                                                    |
| 95         | 2月23日  | SDGsソング                                                                                 | 三恵メリヤス（リモート） 曲:メイドインイン大阪なTシャツ     | 松浦真也、今別府直之 |                                              |                                                                                |                                                                                    |
| 96         | 3月2日   | 歌とダンスのウィンターフェスティバル第2夜 若手ダンスバトル編                               |                                                             | NisanziU（谷川友梨、咲方響、湯澤花梨、佐藤美優）、NEXT ORDER（大黒笑けいけい、辰巳智之、玉置洋行、前園健太）、大島・新井・松元（大島和久、新井崇史、松元政唯）、岡田&ひで子fest松元（岡田直子、服部ひで子、松元政唯） | 川畑泰史、今別府直之                         | アキナ                                                                         |                                                                                    |
| 96         | 3月2日   | SDGsソング                                                                                 | 株式会社ニッコー（リモート） 曲:ニッコースピードラック      | 松浦真也、服部ひで子 |                                              |                                                                                |                                                                                    |
| 97         | 3月9日   | ビビリ座員の川畑・シミヒロが心霊ロケに挑戦!                                                |                                                             | 川畑泰史、清水啓之 | 今別府直之                                   | ロングコートダディ                                                             | 代役MCとして瀬戸洋祐（スマイル）                                                   |
| 97         | 3月9日   | SDGsソング                                                                                 | 京都絞付（リモート） 曲:そめかえろ!                         | 松浦真也 |                                              |                                                                                |                                                                                    |
| 98         | 3月23日  | 新喜劇NEXTvsよしもと漫才劇場                                                               |                                                             | ロングコートダディ、ツートライブ、辰己智之、谷川友梨、森川隆士、大黒笑けいけい | 今別府直之                                   |                                                                                | 代役MCは瀬戸洋祐（スマイル）まだやなぎ浩二、楠本見江子、新井崇史は審査員として出演 |
| 98         | 3月23日  | 座員カレンダーを当選者へお届け!                                                            |                                                             | 辰己智之、新井崇史 |                                              |                                                                                |                                                                                    |
| 98         | 3月23日  | SDGsソング                                                                                 | ダリケー株式会社（リモート） 曲:CACAO〜フォレストボーイズ〜 | 松浦真也、清水啓之、もりすけ、けんたくん |                                              |                                                                                |                                                                                    |
| 99         | 3月30日  | 漫才劇場vs新喜劇NEXT軍                                                                     |                                                             | ツートライブ、ロングコートダディ、森川隆士、大黒笑けいけい、辰己智之、谷川友梨 | 今別府直之、やなぎ浩二、楠本見江子、新井崇史 |                                                                                | 代役MCは瀬戸洋祐（スマイル）まだやなぎ浩二、楠本見江子、新井崇史は審査員として出演 |
| 99         | 3月30日  | 座員カレンダーを当選者へお届け!                                                            |                                                             | 辰己智之、新井崇史 |                                              |                                                                                |                                                                                    |
| 99         | 3月30日  | SDGsソング                                                                                 | ハジメフーズ（リモート） 曲:空とからあげ                    | 松浦真也 |                                              |                                                                                |                                                                                    |
| 100        | 4月6日   | 顔を楽しめるスポットfaceBar                                                                |                                                             | 楠本見江子、青野敏行、たかおみゆき、谷川友梨、辰己智之、もりすけ、多和田上人、松元政唯、森川隆士 | 今別府直之                                   | ロングコートダディ                                                             | 代役MCとして瀬戸洋祐（スマイル）                                                   |
| 100        | 4月6日   | SDGsソング                                                                                 | LeanonMe（リモート） 曲:LeanonMe                            | 松浦真也 |                                              |                                                                                |                                                                                    |
| 101        | 4月13日  | 小籔座長偉業ランキング                                                                     |                                                             | | 川畑泰史、酒井藍、今別府直之                 | COWCOW                                                                         |                                                                                    |
| 101        | 4月13日  | SDGsソング                                                                                 | スンダテクノロージーグローバル（リモート） 曲:SUNDA☆        | 松浦真也、千葉公平、森田まりこ |                                              |                                                                                |                                                                                    |
| 102        | 4月20日  | 小籔の座長勇退をねぎらおうご褒美だらけの慰労会!                                            |                                                             | 重谷ほたる、岡田直子、浜本広晃（テンダラー）、旭堂南喜、大木亀丸 | 川畑泰史、酒井藍、今別府直之                 | COWCOW                                                                         |                                                                                    |
| 102        | 4月20日  | SDGsソング                                                                                 | ミレニアムダイニング（リモート） 曲:お福分け                | 松浦真也、多和田上人、曽麻綾 |                                              |                                                                                |                                                                                    |
| 103        | 4月27日  | レイチェルの四柱推命で占う2022年度新喜劇座員の運勢ランキング                               |                                                             | レイチェル | 川畑泰史、酒井藍、今別府直之、清水けんじ     | COWCOW                                                                         |                                                                                    |
| 103        | 4月27日  | SDGsソング                                                                                 | アトリエMay（リモート） 曲:YOSHI!                           | 松浦真也、岡田直子、湯澤花梨 |                                              |                                                                                |                                                                                    |
| 104        | 5月4日   | 座員のラップバトル                                                                         |                                                             | 岡田直子、服部ひで子、谷川友梨、辰己智之、新井崇史、森川隆士、咲方響、湯澤花梨 | 川畑泰史、今別府直之                         | とろサーモン                                                                   |                                                                                    |
| 104        | 5月4日   | SDGｓソング                                                                                | 曲:新喜劇でもSDGs                                           | 松浦真也、すち子、川畑泰史、酒井藍、西川忠志、清水けんじ、千葉公平 |                                              |                                                                                |                                                                                    |
| 105        | 5月11日  | 新喜劇NEXT座員クイズ                                                                       |                                                             | NiSanZiU（谷川友梨、湯澤花梨、咲方響、佐藤美優）、服部ひで子 | 川畑泰史、今別府直之、入澤弘喜               | とろサーモン                                                                   |                                                                                    |
| 105        | 5月11日  | SDGsソング                                                                                 | フジプラス（リモート） 曲:フジプラスブラザーズ              | 松浦真也、けんたくん |                                              |                                                                                |                                                                                    |
| 106        | 5月18日  | 新喜劇NEXT座員クイズ                                                                       |                                                             | 辰己智之、岡田直子、伊賀健二 | 川畑泰史、今別府直之、入澤弘喜               | とろサーモン                                                                   |                                                                                    |
| 106        | 5月18日  | SDGsソング                                                                                 | 都インキ（リモート） 曲:都インキ                            | 松浦真也、大黒笑けいけい |                                              |                                                                                |                                                                                    |
| 107        | 6月1日   | 新喜劇NEXT新企画プレゼン大会                                                               | 小寺真理ー1グランプリ                                       | もじゃ吉田 | 川畑泰史                                     | 見取り図                                                                       |                                                                                    |
| 107        | 6月1日   | 新喜劇NEXT新企画プレゼン大会                                                               | 新喜劇に入る前にこんな特殊な仕事をしてましたよ!             | 今別府直之 | 川畑泰史                                     | 見取り図                                                                       |                                                                                    |
| 107        | 6月1日   | SDGsソング                                                                                 | カタシモワインフード（リモート） 曲:たこシャンでsalut!      | 松浦真也、いがわゆり蚊 |                                              |                                                                                |                                                                                    |
| 108        | 6月8日   | 新喜劇NEXT新企画プレゼン大会                                                               | 新喜劇知られざる軍団バトル                                  | 辰己智之 | 川畑泰史                                     | 見取り図                                                                       |                                                                                    |
| 108        | 6月8日   | 新喜劇NEXT新企画プレゼン大会                                                               | 座員の人生ターニングポイント劇場                            | 入澤弘喜 | 川畑泰史                                     | 見取り図                                                                       |                                                                                    |
| 108        | 6月8日   | 新喜劇NEXT新企画プレゼン大会                                                               | オシャレ座員のおもしろオシャレロケ                          | 筒井亜由貴 | 川畑泰史                                     | 見取り図                                                                       |                                                                                    |
| 108        | 6月8日   | SDGsソング                                                                                 | たにぐち（リモート） 曲:たにぐちのチョコ                    | 松浦真也、曽麻綾 |                                              |                                                                                |                                                                                    |
| 109        | 6月15日  | 劇場番長復活!新喜劇NEXTゲームコーナー                                                      |                                                             | 新井崇史、辰己智之、森川隆士、多和田上人 | 今別府直之                                   | 見取り図                                                                       |                                                                                    |
| 109        | 6月15日  | SDGsソング                                                                                 | 早水電機工業（リモート） 曲:ソーラーウェイで照らしゃんぜ!   | 松浦真也、タックルながい。玉置洋行 |                                              |                                                                                |                                                                                    |
| 110        | 6月22日  | 男の中の男選手権!                                                                          |                                                             | 森川隆士、川畑泰史、辰己智之、伊賀健二、祐代朗功 | 今別府直之                                   | 見取り図                                                                       |                                                                                    |
| 110        | 6月22日  | SDGsソング                                                                                 | エコマネジメント（リモート） 曲:エコフィード                | 松浦真也、小寺真理 |                                              |                                                                                |                                                                                    |
| SP （111） | 6月29日  | めんそ〜れ!なんやそれ!新喜劇NEXTアナーキーin沖縄〜神セブンが小籔の夏休みをプロデュースSP〜 |                                                             | 森川隆士、谷川友梨、辰己智之、服部ひで子、松元政唯、新井崇史、たかおみゆき | 今別府直之                                   | 藤崎マーケット                                                                 |                                                                                    |
| 112        | 7月6日   | 沖縄スペシャル完結編                                                                       |                                                             | 森川隆士、谷川友梨、辰己智之、服部ひで子、松元政唯、新井崇史、たかおみゆき | 今別府直之                                   | 藤崎マーケット                                                                 | その他ありんくりん、島袋忍、しおたんダイバーが出演                                 |
| 112        | 7月6日   | SDGsソング                                                                                 | I・T・O株式会社（リモート） 曲:BOGETS株式会社               | 松浦真也、もりすけ、佐藤美優 |                                              |                                                                                |                                                                                    |
| 113        | 7月13日  | 新喜劇NEXTファンが選ぶ神回3選ー拳大公開                                                    |                                                             | 瀬戸洋祐（スマイル）、テンダラー |                                              |                                                                                |                                                                                    |
| 113        | 7月13日  | SDGsソング                                                                                 | フードピクト（リモート） 曲:フードピクト                    | 松浦真也、もりすけ、多和田上人 |                                              |                                                                                |                                                                                    |
| 114        | 7月27日  | 小寺真理ー1グランプリ                                                                      |                                                             | 小寺真理、川畑泰史、帯谷孝史、今別府直之、清水啓之、辰己智之、森田まりこ、もじゃ吉田 |                                              | 久保田かずのぶ（とろサーモン）、川原克己（天竺鼠）                             |                                                                                    |
| 114        | 7月27日  | SDGsソング                                                                                 | BugMO（リモート） 曲:BugMO                                  | 松浦真也、谷川友梨、佐藤美優 |                                              |                                                                                |                                                                                    |
| 115        | 8月3日   | 吉本新喜劇の演技王は俺だ!1カット長台詞に挑戦!!                                             |                                                             | 川畑泰史、森川隆士、辰己智之、玉置洋行 | 今別府直之                                   | 久保田かずのぶ（とろサーモン）、川原克己（天竺鼠）                             |                                                                                    |
| 115        | 8月3日   | SDGsソング                                                                                 | GSアライアンス（リモート） 曲:GSアライアンス                | 松浦真也、野崎塁、桜井雅斗、おやどまり、大黒笑けいけい |                                              |                                                                                |                                                                                    |
| 116        | 8月10日  | 教えて!川原先生                                                                            |                                                             | 辰己智之、松元政唯、新井崇史、川畑泰史 | 今別府直之                                   | 川原克己（天竺鼠）                                                             |                                                                                    |
| 116        | 8月10日  | SDGsソング                                                                                 | センショー（リモート） 曲:チタンストロー                    | 松浦真也、森田まりこ |                                              |                                                                                |                                                                                    |
| 117        | 8月17日  | 小籔の知らぬ間に勝手にファン感謝祭2022                                                     |                                                             | 松元政唯、新井崇史、辰己智之、祐代朗功、森川隆士、川筋ライラ、谷川友梨、湯澤花梨、咲方響、玉置洋行、服部ひで子、入澤弘喜、たかおみゆき                                                                                | 川畑泰史、酒井藍、今別府直之                 | サバンナ                                                                       | ファン感謝祭の進行として福島暢啓（MBSアナウンサー）                                |
| 117        | 8月17日  | SDGsソング                                                                                 | 吉川化成（リモート） 曲:吉川のレンズ                        | 松浦真也、小寺真理、佐藤美優 |                                              |                                                                                |                                                                                    |
| 118        | 8月24日  | 小籔の知らぬ間に勝手にファン感謝祭2022                                                     |                                                             | 新井崇史、大島和久、入澤弘喜、辰己智之、川筋ライラ、森川隆士、祐代朗功、服部ひで子、たかおみゆき、谷川友梨、湯澤花梨                                                                                                  | 川畑泰史、酒井藍、今別府直之                 | サバンナ                                                                       |                                                                                    |
| 118        | 8月24日  | SDGsソング                                                                                 | アフリカドッグス（リモート） 曲:アフリカドッグス            | 松浦真也、岡田直子、桜井雅斗 |                                              |                                                                                |                                                                                    |
| 119        | 9月7日   | 小籔にプレゼン                                                                             | 大好き!!浅野ゆう子さん                                      | 永田良輔 | 川畑泰史、酒井藍、今別府直之                 | サバンナ                                                                       |                                                                                    |
| 119        | 9月7日   | 小籔にプレゼン                                                                             | ぼくのウルトラマン                                          | 住吉大和 | 川畑泰史、酒井藍、今別府直之                 | サバンナ                                                                       |                                                                                    |
| 119        | 9月7日   | 小籔にプレゼン                                                                             | やろうよ!卓球                                               | 岩崎タツキ | 川畑泰史、酒井藍、今別府直之                 | サバンナ                                                                       |                                                                                    |
| 119        | 9月7日   | 小籔にプレゼン                                                                             | ストレンジャー・シングスの魅力                              | 生瀬行人 | 川畑泰史、酒井藍、今別府直之                 | サバンナ                                                                       |                                                                                    |
| 119        | 9月7日   | SDGsソング                                                                                 | 冨士屋製菓本舗（リモート） 曲:残り福豆高校校歌              | 松浦真也、多和田上人、辰己智之、玉置洋行 |                                              |                                                                                |                                                                                    |
| 120        | 9月21日  | 座員ガサ入れ                                                                               |                                                             | 辰己智之 | 川畑泰史、今別府直之                         | 瀬戸洋祐（スマイル）、マユリカ                                                 |                                                                                    |
| 120        | 9月21日  | SDGsソング                                                                                 | 中西金属工業（リモート） 曲:ゆけ!中西金属工業               | 松浦真也、諸見里大介 |                                              |                                                                                | このコーナー最終回である。                                                         |
| 121        | 10月12日 | 座員ガサ入れ                                                                               |                                                             | 咲方響、大黒笑けいけい、川畑泰史、辰己智之 | 今別府直之                                   | 瀬戸洋祐（スマイル）、マユリカ                                                 |                                                                                    |
| 121        | 10月12日 | 関西のSDGsから                                                                             | BASY JOB                                                    | 吉田裕 |                                              |                                                                                | この放送日から新コーナーである。                                                   |
| 122        | 10月19日 | 新喜劇NEXTvs漫才劇場 秋の陣!                                                               |                                                             | マユリカ、ビスケットブラザーズ、谷川友梨、玉置洋行、森川隆士、松元政唯、たかおみゆき、服部ひで子、川筋ライラ、辰己智之                                                                                                | 今別府直之                                   | 瀬戸洋祐（スマイル）                                                           | やなぎ浩二、楠本見江子、新井崇史は審査員として出演                                 |
| 122        | 10月19日 | 関西のSDGsから                                                                             | 大阪ヒートクール                                            | 服部ひで子 |                                              |                                                                                |                                                                                    |
| 123        | 10月26日 | 新喜劇NEXTvs漫才劇場 秋の陣!!                                                              |                                                             | マユリカ、ビスケットブラザーズ、辰己智之、川筋ライラ、谷川友梨、たかおみゆき、玉置洋行、森川隆士、松元政唯、服部ひで子                                                                                                | 今別府直之                                   | 瀬戸洋祐（スマイル）                                                           | やなぎ浩二、楠本見江子、新井崇史は審査員として出演                                 |
| 123        | 10月26日 | 関西のSDGsから                                                                             | BugMO（神戸ラボ）                                           | ボンざわーるど |                                              |                                                                                |                                                                                    |
| 124        | 11月2日  | BREAKING NEXT                                                                              |                                                             | 松元政唯、新井崇史、辰己智之、玉置洋行、もりすけ、多和田上人、おやどまり、森川隆士、たかおみゆき、谷川友梨、服部ひで子、岡田直子、大島和久                                                                            | 今別府直之                                   | 瀬戸洋祐（スマイル）、ムーディ勝山                                             |                                                                                    |
| 124        | 11月2日  | 関西のSDGsから                                                                             | フードピクト                                                | 今別府直之 |                                              |                                                                                |                                                                                    |
| 125        | 11月9日  | ネクデミー賞2022                                                                           |                                                             | 祐代朗功、谷川友梨、たかおみゆき、森川隆士、辰己智之、新井崇史 | 川畑泰史、今別府直之                         | 多田健二（COWCOW）、ムーディ勝山、瀬戸洋祐（スマイル）、浜本広晃（テンダラー） |                                                                                    |
| 125        | 11月9日  | 関西のSDGsから                                                                             | バイオー厶                                                  | 千葉公平 |                                              |                                                                                |                                                                                    |
| 126        | 11月16日 | ネクデミー賞2022                                                                           |                                                             | たかおみゆき | 川畑泰史、今別府直之                         | 多田健二（COWCOW）、ムーディ勝山、瀬戸洋祐（スマイル）、浜本広晃（テンダラー） |                                                                                    |
| 126        | 11月16日 | 関西のSDGsから                                                                             | PEELラボ                                                    | 清水けんじ |                                              |                                                                                |                                                                                    |
| SP （127） | 11月23日 | はんたり女性座員が行く!秋の京都旅                                                          |                                                             | 小寺真理、咲方響、谷川友梨、たかおみゆき、森田まりこ、服部ひで子 | 今別府直之                                   | FUJIWARA                                                                       | 1時間スペシャルである。                                                            |
| SP （127） | 11月23日 | 原西vsNEXTギャグバトル                                                                     |                                                             | 川筋ライラ | 今別府直之                                   | FUJIWARA                                                                       | 1時間スペシャルである。                                                            |
| 128        | 11月30日 | FUJIWARAvsNEXTスターお笑いバトル                                                           |                                                             | 楠本見江子、青野敏行、島田一の介、玉置洋行、谷川友梨、新井崇史 | 今別府直之                                   | FUJIWARA                                                                       |                                                                                    |
| 128        | 11月30日 | 京都女子旅未公開シーン大放出!                                                              |                                                             | 小寺真理、咲方響、谷川友梨 | 今別府直之                                   | FUJIWARA                                                                       |                                                                                    |
| 128        | 11月30日 | 関西のSDGsから                                                                             | リージョナルイッシュ                                        | 諸見里大介 |                                              |                                                                                |                                                                                    |
| 129        | 12月14日 | 激論!朝まで生ネクスト                                                                      |                                                             | 松元政唯、瀧見信行、たかおみゆき、森川隆士、タックルながい。、新井崇史、谷川友梨、川畑泰史、山中真（MBSアナウンサー）                                                                                                 | 今別府直之                                   | 藤本敏史（FUJIWARA）、高橋茂雄（サバンナ）、瀬戸洋祐（スマイル）（進行）       |                                                                                    |
| 129        | 12月14日 | 関西のSDGsから                                                                             | 八旗果園                                                    | 小林ゆう |                                              |                                                                                |                                                                                    |
| 130        | 12月21日 | レイチェルの四拉推命で占う2023年新喜劇座員の運勢ランキング                                 |                                                             | レイチェル、島田珠代、島田一の介、小寺真理、清水けんじ、たかおみゆき、玉置洋行 | 今別府直之                                   | 藤本敏史（FUJIWARA）、高橋茂雄（サバンナ）、瀬戸洋祐（スマイル）               |                                                                                    |
| 130        | 12月21日 | 関西のSDGsから                                                                             | ブイクック                                                  | レイチェル |                                              |                                                                                |                                                                                    |

| 2023年 | 2023年   | 2023年                                                              | 2023年                             | 2023年 | 2023年               | 2023年                                                                   | 2023年                                              |
| #      | 放送日   | コーナー名                                                          | 内容                               | コーナー出演 | スタジオ座員         | ゲスト                                                                   | 備考                                                |
| ------ | -------- | ------------------------------------------------------------------- | ---------------------------------- | --- | -------------------- | ------------------------------------------------------------------------ | --------------------------------------------------- |
| 131    | 1月11日  | 大黒笑けいけいがタロットで占う                                      |                                    | 大黒笑けいけい、清水けんじ | 今別府直之           | 藤本敏史（FUJIWARA）、高橋茂雄（サバンナ）、瀬戸洋祐（スマイル）         |                                                     |
| 131    | 1月11日  | 関西のSDGsから                                                      | AuuaFusion                         | もじゃ吉田 |                      |                                                                          |                                                     |
| 132    | 1月18日  | 座員カレンダーを作ろう2023                                          |                                    | たかおみゆき、谷川友梨、湯澤花梨、咲方響、瀬戸洋祐（スマイル）、新井崇史、松元政唯、島田珠代、小寺真理、川畑泰史、帯谷孝史、辰己智之 | 今別府直之           | スマイル                                                                 |                                                     |
| 132    | 1月18日  | 関西のSDGsから                                                      | ABABA                              | 谷川友梨 |                      |                                                                          |                                                     |
| 133    | 1月25日  | コレであなたもネクスター!座員を並び替えまSHOW                       |                                    | 辰己智之、服部ひで子、たかおみゆき、森川隆士、新井崇史、松元政唯、川畑泰史                                                           | 今別府直之           | 藤本敏史（FUJIWARA）、高橋茂雄（サバンナ）、瀬戸洋祐（スマイル）（進行） |                                                     |
| 133    | 1月25日  | 関西のSDGsから                                                      | 日本ユニスト                       | 岡田直子 |                      |                                                                          |                                                     |
| 134    | 2月1日   | コレであなたもネクスター!座員を並び替えまSHOW                       |                                    | 安尾信乃助、はじめ、川畑泰史、咲方響、湯澤花梨、谷川友梨                                                                             | 今別府直之           | 藤本敏史（FUJIWARA）、高橋茂雄（サバンナ）、瀬戸洋祐（スマイル）（進行） |                                                     |
| 134    | 2月1日   | 関西のSDGsから                                                      | 株式会社エコリカ                   | ぢゃいこ |                      |                                                                          |                                                     |
| 135    | 2月8日   | SNS警察                                                             |                                    | 今別府直之、服部ひで子、谷川友梨、辰己智之                                                                                           | 川畑泰史             | スマイル、ヤナギブソン（ザ・プラン9）                                    |                                                     |
| 135    | 2月8日   | 関西のSDGsから                                                      | ジカンテクノ                       | もりすけ |                      |                                                                          |                                                     |
| 136    | 2月15日  | SNS警察                                                             |                                    | 谷川友梨、服部ひで子、今別府直之 | 川畑泰史             | スマイル、ヤナギブソン（ザ・プラン9）                                    |                                                     |
| 136    | 2月15日  | 関西のSDGsから                                                      | アースクリエイト                   | 森田まりこ |                      |                                                                          |                                                     |
| 137    | 2月22日  | 小籔千豊芸能生活30周年特別企画小籔をプレゼン!                       |                                    | 和田まんじゅう（ネルソンズ）、今別府直之                                                                                             | 川畑泰史             | 多田健二（COWCOW）、土肥ポン太                                           |                                                     |
| 137    | 2月22日  | 関西のSDGsから                                                      | ローカルフラッグ                   | 松浦真也 |                      |                                                                          |                                                     |
| 138    | 3月1日   | 小籔千豊芸能生活30周年特別企画小籔をプレゼン!                       |                                    | 多田健二（COWCOW）、土肥ポン太 | 川畑泰史、今別府直之 | 和田まんじゅう（ネルソンズ）                                             |                                                     |
| 138    | 3月1日   | 関西のSDGsから                                                      | 株式会社マザープラス               | 金原早苗 |                      |                                                                          |                                                     |
| 139    | 3月8日   | もっと細かすぎて伝わらないモノマネ                                  |                                    | 青野敏行、今別府直之、松元政唯、松浦真也、岡田直子、はじめ、たかおみゆき、辰巳智之                                                   |                      | 多田健二（COWCOW）、土肥ポン太、和田まんじゅう（ネルソンズ）             |                                                     |
| 139    | 3月8日   | 関西のSDGsから                                                      | エルシオ                           | 松元政唯 |                      |                                                                          |                                                     |
| 140    | 3月15日  | もっと細かすぎて伝わらないモノマネ                                  |                                    | 音羽ー憲、清水啓之、服部ひで子、松本慎一郎、玉置洋行、小林ゆう、谷川友梨、森川隆士、新井崇史、辰巳智之                               | 今別府直之           | 多田健二（COWCOW）、土肥ポン太、和田まんじゅう（ネルソンズ）             |                                                     |
| 140    | 3月15日  | 関西のSDGsから                                                      | 株式会社エコまるくん               | けんたくん |                      |                                                                          |                                                     |
| 141    | 3月22日  | 密着ドキュメント新喜劇座員の真実                                    |                                    | もりすけ、多和田上人、森川隆士、やなぎ浩二、谷川友梨、辰己智之、森田まりこ                                                           | 川畑泰史、今別府直之 | 瀬戸洋祐（スマイル）、ツートライブ                                       |                                                     |
| 141    | 3月22日  | 関西のSDGsから                                                      | ニューエスト                       | 大塚澪 |                      |                                                                          |                                                     |
| 142    | 4月5日   | ネクストーーク!                                                     | 花の金の卵9個目座員                | 谷川友梨、新井崇史、松元政唯、入澤弘喜、小林ゆう                                                                                     | すっちー、今別府直之 | 瀬戸洋祐（スマイル）、ツートライブ                                       |                                                     |
| 142    | 4月5日   | 関西のSDGsから                                                      | 安積濾紙株式会社                   | 小西武蔵 |                      |                                                                          |                                                     |
| 143    | 4月12日  | ネクストトーーク!                                                   | おばんざい昌大好き座員             | 大黒笑けいけい、松本慎一郎、新名徹郎、けんたくん、多和田上人                                                                         | すっちー、今別府直之 | 瀬戸洋祐（スマイル）、ツートライブ                                       |                                                     |
| 143    | 4月12日  | 関西のSDGsから                                                      | ZERO株式会社                       | 伊丹祐貴 |                      |                                                                          |                                                     |
| 144    | 4月19日  | 番組オリジナルカレンダーを当選者へたかおみゆきがサプライズでお届け! |                                    | たかおみゆき | 川畑泰史、今別府直之 | 藤崎マーケット                                                           |                                                     |
| 144    | 4月19日  | 関西のSDGsから                                                      | 昆虫食のentomo                     | カバ |                      |                                                                          |                                                     |
| 145    | 4月26日  | 川畑座長勇退最終公演に密着                                          |                                    | 川畑泰史、浅香あき恵、池乃めだか、咲方響、辰己智之、NMB48（渋谷凪咲・小嶋花梨・川上千尋）、岡田直子                                  | 今別府直之           | 藤崎マーケット                                                           |                                                     |
| 145    | 4月26日  | 関西のSDGsから                                                      | Allbirds大阪店                     | 重谷ほたる |                      |                                                                          |                                                     |
| 146    | 5月3日   | 新喜劇NEXTおとこの格付け!湯澤花梨が付き合うならこの中で俺だ!!       |                                    | 湯澤花梨、島田一の介、川畑泰史、はじめ、瀧見信行、辰己智之                                                                           | 今別府直之           | 藤崎マーケット                                                           |                                                     |
| 146    | 5月3日   | 関西のSDGsから                                                      | GF株式会社                         | 清水啓之 |                      |                                                                          |                                                     |
| 147    | 5月10日  | 森川隆士初ぶらりロケ                                                |                                    | 森川隆士 | 川畑泰史、今別府直之 | 久保田かずのぶ（とろサーモン）、スマイル                                 |                                                     |
| 147    | 5月10日  | 関西のSDGsから                                                      | OEENTO                             | 吉岡友見 |                      |                                                                          |                                                     |
| 148    | 5月17日  | 森川隆士初のぶらりロケ                                              |                                    | 森川隆士、辰己智之 | 川畑泰史、今別府直之 | 久保田かずのぶ（とろサーモン）、スマイル                                 |                                                     |
| 148    | 5月17日  | 関西のSDGsから                                                      | 海商株式会社                       | 大黒笑けいけい |                      |                                                                          |                                                     |
| 149    | 6月7日   | クイズ!NEXTLIAR                                                     |                                    | 辰己智之、松元政唯、新井崇史、谷川友梨、服部ひで子、たかおみゆき                                                                     | 川畑泰史、今別府直之 | 久保田かずのぶ（とろサーモン）、瀬戸洋祐（スマイル）                     |                                                     |
| 149    | 6月7日   | 関西のSDGsから                                                      | 丸紅木材株式会社                   | 多和田上人 |                      |                                                                          |                                                     |
| 150    | 6月14日  | クイズ!NEXTLIAR                                                     |                                    | 松本慎一郎、新井崇史、楠本見江子、咲方響、玉置洋行、たかおみゆき、はじめ、谷川友梨                                                   | 川畑泰史、今別府直之 | 久保田かずのぶ（とろサーモン）、瀬戸洋祐（スマイル）                     |                                                     |
| 150    | 6月14日  | 関西のSDGsから                                                      | 株式会社笑美面                     | はじめ |                      |                                                                          |                                                     |
| 151    | 6月21日  | 小籔の座員レンチャン サビだけのオンステージ                         |                                    | 島田一の介、ぢゃいこ、松元政唯 | 川畑泰史、今別府直之 | 瀬戸洋祐（スマイル）、ツートライブ                                       |                                                     |
| 151    | 6月21日  | 関西のSDGsから                                                      | アロマジョイン                     | 入澤弘喜 |                      |                                                                          |                                                     |
| 152    | 7月5日   | 小籔の座員レンチャン サビだけオンステージ                           |                                    | 祐代朗功、タックルながい。、谷川友梨、瀧見信行、ジャボリ、川畑泰史、森田まりこ、島田一の介                                           | 今別府直之           | 瀬戸洋祐（スマイル）、ツートライブ                                       |                                                     |
| 152    | 7月5日   | 関西のSDGsから                                                      | KAPOKJAPAN                         | 森田まりこ |                      |                                                                          |                                                     |
| 153    | 7月12日  | 新喜劇NEXT男の格付け!新喜劇座員の中で咲方響が付き合うなら誰だ!?     |                                    | 咲方響、川畑泰史、はじめ、今別府直之、瀧見信行、辰己智之                                                                             |                      | 瀬戸洋祐（スマイル）、ツートライブ                                       |                                                     |
| 153    | 7月12日  | 関西のSDGsから                                                      | マツダ紙工業                       | 岡田直子 |                      |                                                                          |                                                     |
| 154    | 7月19日  | 男の格付け企画咲方響が新喜劇座員の中で付き合うなら誰だ!?            |                                    | 咲方響、辰己智之、はじめ、川畑泰史、瀧見信行、今別府直之                                                                             |                      | 瀬戸洋祐（スマイル）、ツートライブ                                       |                                                     |
| 154    | 7月19日  | 関西のSDGsから                                                      | 株式会社Lentree                    | 小林ゆう |                      |                                                                          |                                                     |
| 155    | 7月26日  | 新喜劇NEXT出てイキってるやつランキング                              |                                    | 谷川友梨、辰己智之、清水啓之、森田まりこ、小寺真理、おやどまり、新井崇史、森川隆士、小林ゆう、多和田上人                             | 川畑泰史、今別府直之 | 瀬戸洋祐（スマイル）、ツートライブ                                       |                                                     |
| 155    | 7月26日  | 関西のSDGsから                                                      | スギタグループ                     | 松浦真也 |                      |                                                                          |                                                     |
| 156    | 8月2日   | 新喜劇NEXT出てイキってるってランキング                              |                                    | 谷川友梨、辰己智之、清水啓之、森田まりこ、小寺真理、おやどまり、新井崇史、森川隆士、小林ゆう、多和田上人                             | 川畑泰史、今別府直之 | 瀬戸洋祐（スマイル）、ツートライブ                                       |                                                     |
| 156    | 8月2日   | 関西のSDGsから                                                      | 安田工業所                         | 今別府直之 |                      |                                                                          |                                                     |
| 157    | 8月9日   | カッコいいダンスやってみたかってん!!                                |                                    | NiSanziU（谷川友梨、湯澤花梨、咲方響）、岡田直子、服部ひで子、松元政唯、森田まりこ、瀧見信行、川畑泰史、辰己智之、新井崇史           | 今別府直之           | 藤本敏史（FUJIWARA）、瀬戸洋祐（スマイル）                               |                                                     |
| 157    | 8月9日   | 関西のSDGsから                                                      | 吉田染工業株式会社                 | レイチェル |                      |                                                                          |                                                     |
| 158    | 8月16日  | オールザッツ漫才やってみたかったてん!!                              |                                    | 大黒笑けいけい、祐代朗功、入澤弘喜、松元政唯、谷川友梨、辰己智之                                                                     | 川畑泰史、今別府直之 | 藤本敏史（FUJIWARA）、瀬戸洋祐（スマイル）                               |                                                     |
| 158    | 8月16日  | 関西のSDGsから                                                      | Hi.KI                              | 重谷ほたる |                      |                                                                          |                                                     |
| 159    | 8月30日  | オールザッツ漫才パロディ企画座員が楽屋中継に挑戦                    |                                    | 森田まりこ、小寺真理、松元政唯、はじめ、たかおみゆき、大黒笑けいけい、祐代朗功、入澤弘喜、音羽ー憲                                   | 川畑泰史、今別府直之 | 藤本敏史（FUJIWARA）、瀬戸洋祐（スマイル）                               |                                                     |
| 159    | 8月30日  | 関西のSDGsから                                                      | イトバナシ                         | 諸見里大介 |                      |                                                                          |                                                     |
| 160    | 9月6日   | オールザッツ漫才パロディ企画座員が楽屋中継に挑戦                    |                                    | 金原早苗、音羽一憲、青野敏行、辰己智之、たかおみゆき、松元政唯                                                                       | 川畑泰史、今別府直之 | 藤本敏史（FUJIWARA）、瀬戸洋祐（スマイル）                               |                                                     |
| 160    | 9月6日   | 関西のSDGsから                                                      | 溝端紙工印株式会社                 | 岡田直子 |                      |                                                                          |                                                     |
| 161    | 9月13日  | 森川辰己の水ビシャロケ                                              |                                    | 森川隆士、辰己智之、川畑泰史 | 今別府直之           | 瀬戸洋祐（スマイル）、ツートライブ                                       |                                                     |
| 161    | 9月13日  | 関西のSDGsから                                                      | ハマヤ株式会社                     | 金原早苗 |                      |                                                                          |                                                     |
| 162    | 9月20日  | 川畑・森川・辰己&水着ギャルが水ビシャロケ                           |                                    | 川畑泰史、森川隆士、辰己智之 | 今別府直之           | 瀬戸洋祐（スマイル）、ツートライブ                                       |                                                     |
| 162    | 9月20日  | 関西のSDGsから                                                      | 津田工業                           | レイチェル |                      |                                                                          |                                                     |
| 163    | 10月11日 | 新喜劇NEXT男の格付け!高橋靖子が付き合うなら誰だ!?                   |                                    | 高橋靖子、ご意見番（服部ひで子、谷川友梨、湯澤花梨、咲方響）、川畑泰史、はじめ、今別府直之、瀧見信行、辰己智之、小籔千豊             |                      | 瀬戸洋祐（スマイル）（進行）、ツートライブ                               |                                                     |
| 163    | 10月11日 | 関西のSDGsから                                                      | 株式会社Crobo                      | 曽麻綾 |                      |                                                                          |                                                     |
| 164    | 10月18日 | 新喜劇NEXT男の格付け!高橋靖子が付き合うなら誰だ!?                   |                                    | 高橋靖子、ご意見番（服部ひで子、谷川友梨、湯澤花梨、咲方響）、川畑泰史、はじめ、今別府直之、瀧見信行、辰己智之、小籔千豊             |                      | 瀬戸洋祐（スマイル）（進行）、ツートライブ                               |                                                     |
| 164    | 10月18日 | 関西のSDGsから                                                      | エイティエイトブランニング         | 音羽一憲 |                      |                                                                          |                                                     |
| 165    | 10月25日 | 新喜劇NEXT男の格付け!高橋靖子が付き合うなら誰だ!?                   |                                    | 高橋靖子、ご意見番（服部ひで子、谷川友梨、湯澤花梨、咲方響）、川畑泰史、はじめ、今別府直之、瀧見信行、辰己智之、小籔千豊             |                      | 瀬戸洋祐（スマイル）（進行）、ツートライブ                               |                                                     |
| 165    | 10月25日 | 関西のSDGsから                                                      | テンセンマ                         | 今別府直之 |                      |                                                                          |                                                     |
| 166    | 11月8日  | コヤブソニック完全密着SP                                            |                                    | 辰己智之、新井崇史、森田まりこ、松元政唯、川畑泰史、たかおみゆき、岡田直子、服部ひで子、谷川友梨、湯澤花梨、咲方響                   | 今別府直之           | 荒川（エルフ）、藤崎マーケット                                           |                                                     |
| 166    | 11月8日  | 関西のSDGsから                                                      | Three Rivers                       | 小林ゆう |                      |                                                                          |                                                     |
| 167    | 11月22日 | 瀧見信行は本当にモテ男なのか!?検証SP                                |                                    | 瀧見信行、服部ひで子、谷川友梨、湯澤花梨、小寺真理（VTR）                                                                            | 川畑泰史、今別府直之 | 荒川（エルフ）、藤崎マーケット                                           | ※辰己智之の密着ロケをしていたが放送していなかった。 |
| 167    | 11月22日 | 関西のSDGsから                                                      | 株式会社田村商店                   | 森田まりこ |                      |                                                                          |                                                     |
| 168    | 11月29日 | 座員のグッとくる話                                                  |                                    | 松元政唯、小林ゆう、湯澤花梨 | 川畑泰史、今別府直之 | 荒川（エルフ）、藤崎マーケット、瀬戸洋祐（スマイル）（進行）             |                                                     |
| 168    | 11月29日 | 関西のSDGsから                                                      | 大阪商工会議所・吉本興業・毎日放送 | 松浦真也 |                      |                                                                          |                                                     |
| 169    | 12月6日  | 座員のグッとくる話                                                  |                                    | はじめ、大黒笑けいけい | 川畑泰史、今別府直之 | 荒川（エルフ）、藤崎マーケット、瀬戸洋祐（スマイル）（進行）             |                                                     |
| 169    | 12月6日  | 関西のSDGsから                                                      | 株式会社たにぐち                   | 大黒笑けいけい |                      |                                                                          |                                                     |
| 170    | 12月13日 | 川畑わーSP                                                          |                                    | 川畑泰史 |                      |                                                                          |                                                     |
| 170    | 12月13日 | 関西のSDGsから                                                      | 株式会社エスグリー                 | 重谷ほたる |                      |                                                                          |                                                     |

| 2024年     | 2024年   | 2024年                                                              | 2024年                                 | 2024年 | 2024年                           | 2024年                                                                                   | 2024年                               |
| #          | 放送日   | コーナー名                                                          | 内容                                   | コーナー出演 | スタジオ座員                     | ゲスト                                                                                   | 備考                                 |
| ---------- | -------- | ------------------------------------------------------------------- | -------------------------------------- | --- | -------------------------------- | ---------------------------------------------------------------------------------------- | ------------------------------------ |
| 171        | 1月10日  | ネクデミー賞2023                                                    |                                        | 谷川友梨、瀧見信行、大黒笑けいけい、はじめ、森川隆士、辰己智之、松元政唯、たかおみゆき、湯澤花梨 | 今別府直之                       | 多田健二（COWCOW）、瀬戸洋祐（スマイル）、トキ（藤崎マーケット）、浜本広晃（テンダラー） |                                      |
| 171        | 1月10日  | 関西のSDGsから                                                      | 第一精土舎                             | 森田まりこ |                                  |                                                                                          |                                      |
| 172        | 1月17日  | ネクデミー賞2023                                                    |                                        | 谷川友梨、瀧見信行、大黒笑けいけい、はじめ、森川隆士、辰己智之、松元政唯、たかおみゆき、湯澤花梨 | 今別府直之                       | 多田健二（COWCOW）、瀬戸洋祐（スマイル）、トキ（藤崎マーケット）、浜本広晃（テンダラー） |                                      |
| 172        | 1月17日  | 関西のSDGsから                                                      | 株式会社留河                           | 重谷ほたる |                                  |                                                                                          |                                      |
| 173        | 1月24日  | ネクデミー賞2023                                                    |                                        | 谷川友梨、瀧見信行、大黒笑けいけい、はじめ、森川隆士、辰己智之、松元政唯、たかおみゆき、湯澤花梨 | 今別府直之                       | 多田健二（COWCOW）、瀬戸洋祐（スマイル）、トキ（藤崎マーケット）、浜本広晃（テンダラー） |                                      |
| 173        | 1月24日  | 関西のSDGsから                                                      | エジカルカウンセル                     | レイチェル |                                  |                                                                                          |                                      |
| 174        | 1月31日  | 座員のキャラ祭り!!                                                  |                                        | 挑戦者（森田まりこ、瀧見信行）、辰己智之、松元政唯、湯澤花梨、新井崇史、祐代朗功、清水啓之 | 今別府直之                       | 多田健二（COWCOW）、トキ（藤崎マーケット）                                               |                                      |
| 174        | 1月31日  | 関西のSDGsから                                                      | 株式会社Reallmage                      | 諸見里大介 |                                  |                                                                                          |                                      |
| 175        | 2月7日   | 座員のキャラ祭り!!                                                  |                                        | 挑戦者（辰己智之、松元政唯）、森田まりこ、瀧見信行、湯澤花梨、新井崇史、祐代朗功 | 今別府直之                       | 多田健二（COWCOW）、トキ（藤崎マーケット）                                               |                                      |
| 175        | 2月7日   | 関西のSDGsから                                                      | 山一株式会社                           | ボンざわーるど |                                  |                                                                                          |                                      |
| 176        | 2月14日  | 私がリスペクトした座員の話                                          |                                        | 辰己智之、大黒笑けいけい、松本慎一郎、多和田上人、森川隆士 | 川畑泰史、今別府直之             | 瀬戸洋祐（スマイル）（進行）、ツートライブ                                               |                                      |
| 176        | 2月14日  | 関西のSDGsから                                                      | LEP                                    | 今別府直之 |                                  |                                                                                          |                                      |
| 177        | 2月21日  | 私がリスペクトした座員の話                                          |                                        | 辰己智之、大黒笑けいけい、松本慎一郎、多和田上人、森川隆士 | 川畑泰史、今別府直之             | 瀬戸洋祐（スマイル）、ツートライブ                                                       |                                      |
| 177        | 2月21日  | NEXT座員ビッグプロジェクトチャレンジ                                |                                        | たかおみゆき、服部ひで子、湯澤花梨、咲方響、谷川友梨 | 川畑泰史、今別府直之             | 瀬戸洋祐（スマイル）、ツートライブ                                                       |                                      |
| 177        | 2月21日  | 関西のSDGsから                                                      | 甲子化学工業株式会社                   | たかおみゆき |                                  |                                                                                          |                                      |
| 178        | 2月28日  | 新喜劇NEXT男の格付け!鮫島幸恵の付き合うなら誰だ!?                   |                                        | 鮫島幸恵、川畑泰史、はじめ、今別府直之、瀧見信行、辰己智之、小籔千豊、ご意見番（服部ひで子、谷川友梨、湯澤花梨、咲方響） |                                  | 瀬戸洋祐（スマイル）（進行）、ツートライブ                                               |                                      |
| 178        | 2月28日  | 関西のSDGsから                                                      | 多田プラスチック工業                   | 大塚澪 |                                  |                                                                                          |                                      |
| 179        | 3月6日   | 新喜劇NEXT男の格付け!鮫島幸恵の付き合うなら誰だ!?                   |                                        | 鮫島幸恵、川畑泰史、はじめ、今別府直之、瀧見信行、辰己智之、小籔千豊、ご意見番（服部ひで子、谷川友梨、湯澤花梨、咲方響） |                                  | 瀬戸洋祐（スマイル）（進行）、ツートライブ                                               |                                      |
| 179        | 3月6日   | 関西のSDGsから                                                      | 一般社団法人インクルーシデザイン協会   | 岡田直子 |                                  |                                                                                          |                                      |
| 180        | 3月13日  | 新喜劇NEXTビッグプロジェクト たかお&ひで子の大阪マラソンに完全密着! |                                        | たかおみゆき、服部ひで子、谷川友梨、湯澤花梨、高橋靖子 | 川畑泰史、今別府直之             | レイザーラモン                                                                           |                                      |
| 180        | 3月13日  | 関西のSDGsから                                                      | 株式会社香味醗酵                       | 祐代朗功 |                                  |                                                                                          |                                      |
| 181        | 3月20日  | オシャレ座員がダサ座員を大変身春のコーデバトル                      |                                        | 谷川友梨、辰己智之、服部ひで子、瀧見信行、川畑泰史、小寺真理、新井崇史、たかおみゆき | 今別府直之                       | レイザーラモン                                                                           |                                      |
| 181        | 3月20日  | 関西のSDGsから                                                      | 都インキ株式会社                       | けんたくん |                                  |                                                                                          |                                      |
| 182        | 4月1日   | 座員カレンダー2024を作ろう!                                         |                                        | 松元政唯、周平魂（ツートライブ）、森川隆士、辰己智之、川畑泰史、岡田直子 | 今別府直之                       | レイザーラモン                                                                           |                                      |
| 182        | 4月1日   | 関西のSDGsから                                                      | コバオリ                               | 五十嵐サキ |                                  |                                                                                          |                                      |
| 183        | 4月8日   | 座員カレンダー2024を作ろう!                                         |                                        | 瀧見信行、新井崇史、たかおみゆき、湯澤花梨 | 川畑泰史、今別府直之             | レイザーラモン                                                                           |                                      |
| 183        | 4月8日   | カレンダー当選者へサプライズで直接お届け                            | 森川隆士、新井崇史、松元政唯、辰己智之 | | 川畑泰史、今別府直之             | レイザーラモン                                                                           |                                      |
| 183        | 4月8日   | 関西のSDGsから                                                      | ソマノベース                           | 多和田上人 |                                  |                                                                                          |                                      |
| 184        | 4月22日  | しくじりすぎ先生                                                    |                                        | 森川隆士、辰己智之 | 川畑泰史、今別府直之             | 多田健二（COWCOW）                                                                       |                                      |
| 184        | 4月22日  | 関西のSDGsから                                                      | SEKAI HOTEL Fuse                       | 金原早苗 |                                  |                                                                                          |                                      |
| 185        | 4月29日  | しくじりすぎ先生                                                    |                                        | 今別府直之、大黒笑けいけい、咲方響 | 川畑泰史                         | 多田健二（COWCOW）                                                                       |                                      |
| 185        | 4月29日  | 関西のSDGsから                                                      | サグリ                                 | 松浦真也 |                                  |                                                                                          |                                      |
| 186        | 5月13日  | わー選手権2024                                                      |                                        | 森川隆士、辰己智之、瀧見信行、松元政唯、今別府直之、清水啓之、たかおみゆき、湯澤花梨、岡田直子 | 川畑泰史                         | 多田健二（COWCOW）                                                                       |                                      |
| 186        | 5月13日  | 関西のSDGsから                                                      | 近畿大学発ベンチャーPOI                | 青野敏行 |                                  |                                                                                          |                                      |
| 187        | 5月20日  | わー選手権2024                                                      |                                        | 瀬戸洋祐（スマイル）、ツートライブ、多田健二（COWCOW）、森川隆士、たかおみゆき、清水啓之 | 川畑泰史、今別府直之             | 多田健二（COWCOW）                                                                       |                                      |
| 187        | 5月20日  | 関西のSDGsから                                                      | 株式会社オクムラ                       | 小西武蔵 |                                  |                                                                                          |                                      |
| 188        | 5月27日  | 新婚 千葉公平&鮫島幸恵に今別府が噛みつく!                           |                                        | 千葉公平、鮫島幸恵、今別府直之、宇都宮まき | 川畑泰史                         | 兵動大樹（矢野・兵動）                                                                   |                                      |
| 188        | 5月27日  | 関西のSDGsから                                                      | 新興製菓                               | 今別府直之 |                                  |                                                                                          |                                      |
| 189        | 6月3日   | 新婚 千葉公平&鮫島幸恵に今別府が噛みつく!                           |                                        | 千葉公平、鮫島幸恵、今別府直之、宇都宮まき | 川畑泰史                         | 兵動大樹（矢野・兵動）                                                                   |                                      |
| 189        | 6月3日   | 関西のSDGsから                                                      | iPresence                              | 川筋ライラ |                                  |                                                                                          |                                      |
| 190        | 6月10日  | 座りトーーク                                                        |                                        | 大塚澪、やなぎ浩二、はじめ、川畑泰史、辰己智之、谷川友梨、咲方響、入澤弘喜、新井崇史 | 今別府直之、宇都宮まき           | 兵動大樹（矢野・兵動）                                                                   |                                      |
| 190        | 6月10日  | 関西のSDGsから                                                      | プラス                                 | 岡田直子 |                                  |                                                                                          |                                      |
| 191        | 6月17日  | 眠れる才能を発掘!心理ゲーム                                         |                                        | 川畑泰史（ババ抜き・人狼ゲーム）、森川隆士（ババ抜き・人狼ゲーム）、瀧見信行（ババ抜き・人狼ゲーム）、辰己智之（ババ抜き・人狼ゲーム）、たかおみゆき（ババ抜き・人狼ゲーム）、清水啓之（人狼ゲーム）、小寺真理（人狼ゲーム）、湯澤花梨（人狼ゲーム） | 今別府直之、宇都宮まき           | 藤崎マーケット                                                                           |                                      |
| 191        | 6月17日  | 関西のSDGsから                                                      | アンビエンタ                           | ボンざわーるど |                                  |                                                                                          |                                      |
| 192        | 6月24日  | 小籔被害者の会                                                      |                                        | 今別府直之、宇都宮まき、清水啓之、たかおみゆき、咲方響、谷川友梨、辰己智之、服部ひで子 |                                  | 瀬戸洋祐（スマイル）（進行）、藤崎マーケット                                             |                                      |
| 192        | 6月24日  | 関西のSDGsから                                                      | ペーバル                               | 大黒笑けいけい |                                  |                                                                                          |                                      |
| 193        | 7月1日   | 小籔被害者の会                                                      |                                        | 今別府直之、宇都宮まき、清水啓之、たかおみゆき、咲方響、谷川友梨、辰己智之、服部ひで子 |                                  | 瀬戸洋祐（スマイル）（進行）、藤崎マーケット                                             |                                      |
| 193        | 7月1日   | 関西のSDGsから                                                      | DG TAKANO                              | 諸見里大介 |                                  |                                                                                          |                                      |
| 194        | 7月8日   | 小籔被害者の会                                                      |                                        | 今別府直之、宇都宮まき、清水啓之、たかおみゆき、咲方響、谷川友梨、辰己智之、服部ひで子 |                                  | 瀬戸洋祐（スマイル）（進行）、藤崎マーケット                                             |                                      |
| 194        | 7月8日   | 関西のSDGsから                                                      | 高橋製菓                               | 重谷ほたる |                                  |                                                                                          |                                      |
| SP （195） | 7月29日  | 珠代と座員の夏休み やりたいこと叶えるぶらり旅                       |                                        | 島田珠代、はじめ、たかおみゆき、今別府直之、辰己智之、谷川友梨、新井崇史、大塚澪、湯澤花梨 |                                  | ツートライブ                                                                             | 2年ぶりの沖縄上陸SP                  |
| 196        | 8月12日  | 新喜劇三大勢力!?軍団対抗クイズ                                      |                                        | 靖子軍団（高橋靖子、岡田直子、服部ひで子）、辰己軍団（辰己智之、多和田上人、清水啓之）、松本軍団（松本慎一郎、もじゃ吉田、大黒笑けいけい） | 今別府直之、宇都宮まき           | 野性爆弾                                                                                 |                                      |
| 196        | 8月12日  | 関西のSDGsから                                                      | はたけのみかた                         | もじゃ吉田 |                                  |                                                                                          |                                      |
| 197        | 8月19日  | 新喜劇三大勢力!?軍団対抗クイズ                                      |                                        | 靖子軍団（高橋靖子、岡田直子、服部ひで子）、辰己軍団（辰己智之、多和田上人、清水啓之）、松本軍団（松本慎一郎、もじゃ吉田、大黒笑けいけい） | 今別府直之、宇都宮まき           | 野性爆弾                                                                                 |                                      |
| 197        | 8月19日  | 関西のSDGsから                                                      | 未来食研究開発センター                 | 筒井亜由貴 |                                  |                                                                                          |                                      |
| 198        | 8月26日  | 勝手にコヤソニ前夜祭                                                |                                        | NEXT坂9（たかおみゆき、服部ひで子、岡田直子、谷川友梨、湯澤花梨、咲方響、森田まりこ、小林ゆう、大塚澪）、松元政唯 | 川畑泰史、今別府直之、宇都宮まき | スマイル                                                                                 |                                      |
| 198        | 8月26日  | 関西のSDGsから                                                      | 栄紙業                                 | ポンざわーるど |                                  |                                                                                          |                                      |
| 199        | 9月2日   | 勝手にコヤソニ前夜祭（歌の完コピ編）                                |                                        | 新ユニット（はじめ、瀧見信行、奥重敦史、玉置洋行、森川隆士、清水啓之）、辰己智之、森田まりこ | 川畑泰史、今別府直之、宇都宮まき | スマイル                                                                                 |                                      |
| 199        | 9月2日   | 関西のSDGsから                                                      | Material Doors                         | 松元政唯 |                                  |                                                                                          |                                      |
| 200        | 9月9日   | 新喜劇NEXT男の格付け!小寺真理が付き合うなら誰だ!?                   |                                        | 小寺真理、今別府直之、川畑泰史、はじめ、瀧見信行、辰己智之、小籔千豊、ご意見番（森田まりこ、服部ひで子、大塚澪、咲方響） | 宇都宮まき                       | 瀬戸洋祐（スマイル）（進行）、ツートライブ                                               |                                      |
| 200        | 9月9日   | 関西のSDGsから                                                      | カツロン                               | けんたくん |                                  |                                                                                          |                                      |
| 201        | 9月16日  | 新喜劇NEXT男の格付け!小寺真理が付き合うなら誰だ!?!                  |                                        | 小寺真理、今別府直之、川畑泰史、はじめ、瀧見信行、辰己智之、小籔千豊、ご意見番（森田まりこ、服部ひで子、大塚澪、咲方響） | 宇都宮まき                       | 瀬戸洋祐（スマイル）（進行）、ツートライブ                                               |                                      |
| 201        | 9月16日  | 関西のSDGsから                                                      | 坂ノ途中                               | 重谷ほたる |                                  |                                                                                          |                                      |
| 202        | 9月23日  | 新喜劇NEXT男の格付け!小寺真理が付き合うなら誰だ!?                   |                                        | 小寺真理、川畑泰史、今別府直之、はじめ、瀧見信行、辰己智之、小籔千豊、ご意見番（森田まりこ、服部ひで子、大塚澪、咲方響） | 宇都宮まき                       | 瀬戸洋祐（スマイル）（進行）、ツートライブ                                               |                                      |
| 202        | 9月23日  | 関西のSDGsから                                                      | 日魁FULFIL                             | ポンざわーるど |                                  |                                                                                          |                                      |
| 203        | 9月30日  | 新喜劇NEXT好感度ダービー!                                           |                                        | 川畑泰史、今別府直之、はじめ、瀧見信行、辰己智之 | 宇都宮まき                       | 瀬戸洋祐（スマイル）、ツートライブ                                                       |                                      |
| 203        | 9月30日  | 関西のSDGsから                                                      | 斗々屋                                 | 多和田上人 |                                  |                                                                                          |                                      |
| 204        | 10月7日  | 新喜劇NEXT好感度予想ダービー                                        |                                        | 川畑泰史、今別府直之、はじめ、瀧見信行、辰己智之、新井崇史 | 宇都宮まき                       | 瀬戸洋祐（スマイル）、ツートライブ                                                       |                                      |
| 204        | 10月7日  | 関西のSDGsから                                                      | 北浜化学                               | 今別府直之 |                                  |                                                                                          |                                      |
| 205        | 10月14日 | 心理ゲー厶対決 人狼ゲーム                                           |                                        | 小籔千豊、川畑泰史、清水啓之、森川隆士、小寺真理、たかおみゆき、瀧見信行、湯澤花梨、大村浩士（毎日放送アナウンサー）（ゲー厶マスター） | 今別府直之、宇都宮まき           | 瀬戸洋祐（スマイル）、ツートライブ                                                       |                                      |
| 205        | 10月14日 | 関西のSDGsから                                                      | Guardian                               | 川筋ライラ |                                  |                                                                                          |                                      |
| 206        | 10月21日 | 心理ゲー厶対決 人狼ゲーム                                           |                                        | 小籔千豊、川畑泰史、清水啓之、森川隆士、小寺真理、たかおみゆき、瀧見信行、湯澤花梨、大村浩士（毎日放送アナウンサー）（ゲームマスター） | 今別府直之、宇都宮まき           | 瀬戸洋祐（スマイル）、ツートライブ                                                       |                                      |
| 206        | 10月21日 | 関西のSDGsから                                                      | ヴァイオス                             | 森田まりこ |                                  |                                                                                          |                                      |
| 207        | 11月4日  | コヤブソニック2024 完全密着                                         |                                        | 辰己智之、松元政唯 | 川畑泰史、宇都宮まき             | スマイル                                                                                 |                                      |
| 207        | 11月4日  | 関西のSDGsから                                                      | 牧村プラスチック工業                   | 信濃岳夫 |                                  |                                                                                          |                                      |
| 208        | 11月25日 | コヤブソニック2024 完全密着                                         |                                        | 瀧見信行、玉置洋行、清水啓之、奥重敦史、森川隆士、NEXT坂9（たかおみゆき、森田まりこ、服部ひで子、岡田直子、谷川友梨、大塚澪、小林ゆう、湯澤花梨、咲方響）                                                                                            | 川畑泰史、宇都宮まき             | スマイル                                                                                 |                                      |
| 208        | 11月25日 | 関西のSDGsから                                                      | バリューマネジメント                   | 太田芳伸 |                                  |                                                                                          |                                      |
| 209        | 12月2日  | 新喜劇NEXTvs漫才劇場劇場ネタバトル                                  |                                        | ダブルヒガシ、隣人、辰己智之、谷川友梨、松元政唯、新井崇史 | 今別府直之、宇都宮まき           | 瀬戸洋祐（スマイル）                                                                     | やなぎ浩二、はじめ、祐代朗功は審査員 |
| 209        | 12月2日  | 関西のSDGsから                                                      | バレットハウスジャパン                 | レイチェル |                                  |                                                                                          |                                      |
| 210        | 12月9日  | 新喜劇NEXTvs漫才劇場 ネタバトル                                     |                                        | ダブルヒガシ、隣人、辰己智之、谷川友梨、松元政唯、新井崇史 | 今別府直之、宇都宮まき           | 瀬戸洋祐（スマイル）                                                                     | やなぎ浩二、はじめ、祐代朗功は審査員 |
| 210        | 12月9日  | 関西のSDGsから                                                      | プラステコ                             | 大島和久 |                                  |                                                                                          |                                      |
| 211        | 12月16日 | 新喜劇NEXTvs漫才劇場 ネタバトル                                     |                                        | ダブルヒガシ、隣人、辰己智之、谷川友梨、松元政唯、新井崇史 | 今別府直之、宇都宮まき           | 瀬戸洋祐（スマイル）                                                                     | やなぎ浩二、はじめ、祐代朗功は審査員 |
| 211        | 12月16日 | 関西のSDGsから                                                      | 近鉄リテーリング                       | 小林ゆう |                                  |                                                                                          |                                      |

| 2025年 | 2025年  | 2025年                                                                                    | 2025年                       | 2025年 | 2025年                           | 2025年 | 2025年 |
| #      | 放送日  | コーナー名                                                                                | 内容                         | コーナー出演者 | スタジオ座員                     | ゲスト | 備考   |
| ------ | ------- | ----------------------------------------------------------------------------------------- | ---------------------------- | --- | -------------------------------- | --- | ------ |
| 212    | 1月13日 | 怒りのライムをビートに乗せろ!NEXT座員のオリジナルラップ                                   |                              | 森川隆士、大塚澪、松元政唯 | 川畑泰史、今別府直之、宇都宮まき | 久保田かずのぶ（とろサーモン）、瀬戸洋祐（スマイル）                                                             |        |
| 212    | 1月13日 | 関西のSDGsから                                                                            | 大東紙土                     | ボンざわーるど |                                  | |        |
| 213    | 1月20日 | 怒りのライムをビートに乗せろ!NEXT座員のオリジナルラップ                                   |                              | 咲方響、辰己智之、森川隆士、大塚澪、松元政唯 | 川畑泰史、今別府直之、宇都宮まき | 久保田かずのぶ（とろサーモン）、瀬戸洋祐（スマイル）                                                             |        |
| 213    | 1月20日 | 関西のSDGsから                                                                            | プライドコーヒーロースターズ | 諸見里大介 |                                  | |        |
| 214    | 1月27日 | 座員逃亡中                                                                                |                              | ハンターチーム（川畑泰史、森川隆士、瀧見信行、松元政唯、たかおみゆき、森田まりこ、大塚澪）、逃亡者チーム（ぢゃいこ、谷川友梨、湯澤花梨、辰己智之、玉置洋行、新井崇史） | 今別府直之、宇都宮まき           | 久保田かずのぶ（とろサーモン）、瀬戸洋祐（スマイル）                                                             |        |
| 214    | 1月27日 | 関西のSDGsから                                                                            | RE-SOCIAL                    | 川筋ライラ |                                  | |        |
| 215    | 2月3日  | 座員逃亡中                                                                                |                              | ハンターチーム（川畑泰史、森川隆士、瀧見信行、松元政唯）、逃亡者チーム（ぢゃいこ、谷川友梨、湯澤花梨、辰己智之、玉置洋行、新井崇史）                                   | 今別府直之、宇都宮まき           | 久保田かずのぶ（とろサーモン）、瀬戸洋祐（スマイル）                                                             |        |
| 215    | 2月3日  | 関西のSDGsから                                                                            | SIRC                         | 金原早苗 |                                  | |        |
| 216    | 2月10日 | レイチェルが四柱推命で占う2025年新喜劇座員の運勢ランキング                                |                              | レイチェル、島田珠代、たかおみゆき、吉田裕、森田まりこ | 川畑泰史、今別府直之、宇都宮まき | 藤本敏史（FUJIWARA）、瀬戸洋祐（スマイル）                                                                       |        |
| 216    | 2月10日 | 関西のSDGsから                                                                            | BaridiBaridi                 | 松浦真也 |                                  | |        |
| 217    | 2月17日 | レイチェルが四柱推命で占う2025年新喜劇座員の運勢ランキング&大黒笑けいけいがタロットで占う |                              | レイチェル、大黒笑けいけい、島田珠代、たかおみゆき、吉田裕、森田まりこ                                                                                                 | 川畑泰史、今別府直之、宇都宮まき | 藤本敏史（FUJIWARA）、瀬戸洋祐（スマイル）                                                                       |        |
| 217    | 2月17日 | 関西のSDGsから                                                                            | Liisportsstudio堺            | 岡田直子 |                                  | |        |
| 218    | 2月24日 | 大黒笑けいけいのタロットで占う2025年新喜劇座員の運勢ランキング                            |                              | 大黒笑けいけい、島田珠代、たかおみゆき、吉田裕、森田まりこ | 川畑泰史、今別府直之、宇都宮まき | 藤本敏史（FUJIWARA）、瀬戸洋祐（スマイル）                                                                       |        |
| 218    | 2月24日 | 関西のSDGsから                                                                            | フォレストバンク             | 谷川友梨 |                                  | |        |
| 219    | 3月3日  | 瀧見と女性座員が叫ぶ夜                                                                    |                              | 瀧見信行、祐代朗功、小寺真理、たかおみゆき、岡田直子、服部ひで子、谷川友梨、湯澤花梨、大塚澪、ぢゃいこ                                                                 | 川畑泰史、今別府直之、宇都宮まき | 藤本敏史（FUJIWARA）、瀬戸洋祐（スマイル）                                                                       |        |
| 219    | 3月3日  | 関西のSDGsから                                                                            | FYS                          | 重谷ほたる |                                  | |        |
| 220    | 3月10日 | 瀧見と女性座員が叫ぶ夜                                                                    |                              | 瀧見信行、祐代朗功、小寺真理、たかおみゆき、岡田直子、服部ひで子、谷川友梨、湯澤花梨、大塚澪、ぢゃいこ                                                                 | 川畑泰史、今別府直之、宇都宮まき | 藤本敏史（FUJIWARA）、瀬戸洋祐（スマイル）                                                                       |        |
| 220    | 3月10日 | 関西のSDGsから                                                                            | イクロス                     | レイチェル |                                  | |        |
| 221    | 3月17日 | ネクデミー賞2025                                                                          |                              | たかおみゆき、湯澤花梨、辰己智之、松元政唯、咲方響、大塚澪、森川隆士                                                                                                   | 川畑泰史、今別府直之、宇都宮まき | 多田健二（COWCOW）、瀬戸洋祐（スマイル）、周平魂（ツートライブ）、トキ（藤崎マーケット）、浜本広晃（テンダラー） |        |
| 221    | 3月17日 | 関西のSDGsから                                                                            | ニッコー                     | 大黒笑けいけい |                                  | |        |
| 222    | 3月24日 | ネクデミー賞2025                                                                          |                              | たかおみゆき、辰己智之、咲方響、瀧見信行 | 川畑泰史、今別府直之、宇都宮まき | 多田健二（COWCOW）、瀬戸洋祐（スマイル）、周平魂（ツートライブ）、トキ（藤崎マーケット）、浜本広晃（テンダラー） |        |
| 222    | 3月24日 | 関西のSDGsから                                                                            | ケアファッション             | 大塚澪 |                                  | |        |
| 223    | 4月7日  | ネクデミー賞2025                                                                          |                              | 辰己智之、森川隆士、たかおみゆき、松元政唯 | 川畑泰史、今別府直之、宇都宮まき | 多田健二（COWCOW）、瀬戸洋祐（スマイル）、周平魂（ツートライブ）、トキ（藤崎マーケット）、浜本広晃（テンダラー） |        |
| 223    | 4月7日  | 関西のSDGsから                                                                            | エクスポートジャパン         | 小林ゆう |                                  | |        |
| 224    | 4月21日 | ネクデミー賞2025                                                                          |                              | 大塚澪、たかおみゆき、湯澤花梨、辰己智之、松元政唯、咲方響、森川隆士                                                                                                   | 川畑泰史、今別府直之、宇都宮まき | 多田健二（COWCOW）、瀬戸洋祐（スマイル）、周平魂（ツートライブ）、トキ（藤崎マーケット）、浜本広晃（テンダラー） |        |
| 224    | 4月21日 | 関西のSDGsから                                                                            | 上方ビール                   | 今別府直之 |                                  | |        |
| 225    | 4月28日 | NEXT座員たちの人狼ゲーム                                                                  |                              | 咲方響、川畑泰史、瀧見信行、湯澤花梨、たかおみゆき、小寺真理、辰己智之、森川隆士、清水啓之                                                                             | 川畑泰史、今別府直之、宇都宮まき | 瀬戸洋祐（スマイル）、はる（エルフ）                                                                             |        |
| 225    | 4月28日 | 関西のSDGsから                                                                            | アイフォースリー             | 信濃岳夫 |                                  | |        |
| 226    | 5月5日  | 新喜劇NEXT男の格付け!大塚澪が付き合うなら誰だ!?                                           |                              | 大塚澪、今別府直之、川畑泰史、はじめ、瀧見信行、辰己智之、小籔千豊、ご意見番（たかおみゆき、服部ひで子、湯澤花梨）                                                     | 宇都宮まき                       | 瀬戸洋祐（スマイル）（進行）、ツートライブ、はる（エルフ）                                                       |        |
| 226    | 5月5日  | 関西のSDGsから                                                                            | ジパングアードリレーションズ | 松元政唯 |                                  | |        |
| 227    | 5月12日 | 新喜劇NEXT男の格付け!大塚澪が付き合うなら誰だ!?                                           |                              | 大塚澪、今別府直之、川畑泰史、はじめ、瀧見信行、辰己智之、小籔千豊、ご意見番（たかおみゆき、服部ひで子、湯澤花梨）                                                     | 宇都宮まき                       | 瀬戸洋祐（スマイル）（進行）、ツートライブ、はる（エルフ）                                                       |        |
| 227    | 5月12日 | 関西のSDGsから                                                                            | オオサカポテト               | けんたくん |                                  | |        |
| 228    | 5月19日 | 新喜劇NEXT男の格付け!大塚澪が付き合うなら誰だ!?                                           |                              | 大塚澪、今別府直之、川畑泰史、はじめ、瀧見信行、辰己智之、小籔千豊、ご意見番（たかおみゆき、服部ひで子、湯澤花梨）                                                     | 宇都宮まき                       | 瀬戸洋祐（スマイル）（進行）、ツートライブ、はる（エルフ）                                                       |        |
| 228    | 5月19日 | 関西のSDGsから                                                                            | 山陽製紙                     | ポンざわーるど |                                  | |        |
| 229    | 5月26日 | 孤高のグルメEXPO2025&わーEXPO2025                                                         |                              | 松元政唯、岡田直子 | 川畑泰史、今別府直之、宇都宮まき | 藤崎マーケット、隣人                                                                                             |        |
| 229    | 5月26日 | 関西のSDGsから                                                                            | Spacewasp                    | 岡田直子 |                                  | |        |
| 230    | 6月2日  | 孤高のグルメEXPO2025&わーEXPO2025                                                         |                              | 岡田直子、川畑泰史 | 川畑泰史、今別府直之、宇都宮まき | 藤崎マーケット、隣人                                                                                             |        |
| 230    | 6月2日  | 関西のSDGsから                                                                            | 陸水                         | ぢゃいこ |                                  | |        |
| 231    | 6月9日  | 今年のコヤソニメンバーを勝手に決定                                                        |                              | 小寺真理、たかおみゆき、岡田直子、服部ひで子、森田まりこ、小林ゆう、大塚澪、咲方響、谷川友梨、松元政唯、玉置洋行、辰己智之                                             | 川畑泰史、今別府直之、宇都宮まき | 藤崎マーケット、隣人                                                                                             |        |
| 231    | 6月9日  | 関西のSDGsから                                                                            | HONESTIES                    | 金原早苗 |                                  | |        |
| 232    | 6月16日 | 小籔不在で森川のから騒ぎ                                                                  |                              | 森川隆士、辰己智之、小寺真理、服部ひで子、大塚澪、谷川友梨 | 今別府直之、宇都宮まき           | 藤崎マーケット                                                                                                   |        |
| 232    | 6月16日 | 関西のSDGsから                                                                            | 湯浅醤油                     | 諸見里大介 |                                  | |        |
| 233    | 6月23日 | 辰己智之のTATSUMICKTV                                                                     |                              | 辰己智之、瀧見信行 | 川畑泰史、今別府直之、宇都宮まき | 瀬戸洋祐（スマイル）、トキ（藤崎マーケット）                                                                     |        |
| 233    | 6月23日 | 関西のSDGsから                                                                            | 日本振興                     | 川筋ライラ |                                  | |        |
| 234    | 6月30日 | 永久保存版よしもと新喜劇NEXT激動の歴史                                                    |                              | | 川畑泰史、今別府直之、宇都宮まき | 瀬戸洋祐（スマイル）、トキ（藤崎マーケット）、カベポスター                                                       |        |
| 234    | 6月30日 | 関西のSDGsから                                                                            | ココウェル                   | レイチェル |                                  | |        |
| 235    | 7月7日  | 永久保存版よしもと新喜劇NEXT激動の歴史                                                    |                              | | 川畑泰史、今別府直之、宇都宮まき | 瀬戸洋祐（スマイル）、トキ（藤崎マーケット）、カベポスター                                                       |        |
| 235    | 7月7日  | 関西のSDGsから                                                                            | マツダ                       | 今別府直之 |                                  | |        |
| 236    | 7月14日 | 永久保存版よしもと新喜劇NEXT激動の歴史                                                    |                              | | 川畑泰史、今別府直之、宇都宮まき | 瀬戸洋祐（スマイル）、トキ（藤崎マーケット）、カベポスター                                                       |        |
| 236    | 7月14日 | 関西のSDGsから                                                                            | SPACECOOL                    | 大島和久 |                                  | |        |
| 237    | 7月21日 | 永久保存版よしもと新喜劇NEXT激動の歴史                                                    |                              | | 川畑泰史、今別府直之、宇都宮まき | 瀬戸洋祐（スマイル）、トキ（藤崎マーケット）、カベポスター                                                       |        |
| 237    | 7月21日 | 関西のSDGsから                                                                            | ユニオンドアテック           | 重谷ほたる |                                  | |        |
| 238    | 7月28日 | ナダルの時代                                                                              |                              | ナダル（コロコロチキチキペッパーズ）、松元政唯、新井崇史 | 今別府直之、宇都宮まき           | コロコロチキチキペッパーズ                                                                                       |        |
| 238    | 7月28日 | 関西のSDGsから                                                                            | 岩崎工業                     | 岡田直子 |                                  | |        |
| 239    | 8月4日  | コケスタのわーリベンジ                                                                    |                              | トキ（藤崎マーケット）、辰己智之、スマイル、清水啓之、森田まりこ、ツートライブ                                                                                         | 川畑泰史、今別府直之、宇都宮まき | コロコロチキチキペッパーズ                                                                                       |        |
| 239    | 8月4日  | 関西のSDGsから                                                                            | K-tap                        | 川筋ライラ |                                  | |        |

## ネット局
各局の編成によって、放送されない回が発生する。

### 現在のネット局
| 放送対象地域 | 放送局            | 系列    | 放送日時                     | 放送開始                  | 備考       |
| ------------ | ----------------- | ------- | ---------------------------- | ------------------------- | ---------- |
| 近畿広域圏   | 毎日放送（MBS）   | TBS系列 | 金曜 （木曜深夜）0:25 - 0:53 | 2019年10月10日（9日深夜） | 【制作局】 |
| 北海道       | 北海道放送（HBC） | TBS系列 | 土曜（金曜深夜） 1:55 - 2:25 | 2020年7月4日（3日深夜）   | [ 注 3 ]   |
| 中京広域圏   | CBCテレビ（CBC）  | TBS系列 | 金曜（木曜深夜） 1:29 - 1:59 | 2020年7月11日（10日深夜） | [ 注 4 ]   |

### 過去のネット局
| 放送対象地域 | 放送局              | 系列    | 放送日時                     | 放送期間                                            | 備考     |
| ------------ | ------------------- | ------- | ---------------------------- | --------------------------------------------------- | -------- |
| 愛媛県       | あいテレビ（ITV）   | TBS系列 | 日曜 1:28 - 1:58（土曜深夜） | 2020年6月15日 - 2020年10月11日（10日深夜）          | [ 注 5 ] |
| 広島県       | 中国放送（RCC）     | TBS系列 | 日曜 1:28 - 1:58（土曜深夜） | 2020年8月2日（1日深夜） - 2020年9月27日（26日深夜） |          |
| 神奈川県     | テレビ神奈川（tvk） | 独立局  | 月曜 19:30 - 20:00           | 2021年4月5日 - 2023年3月27日                        |          |

### 単発放送
- テレビ山口（tys） - 2020年7月18日（土） 13:00 - 13:30に11回のみ放送。
- 宮崎放送（mrt） - 金曜 1:00 - 1:30（木曜）に編成する「よしもと天神1丁目！」（RKB毎日放送制作）の休止分穴埋めとして2020年7月と9月に複数回放送[注 6]。

## ネット配信
| 配信元         | 更新日時                 | 配信期間                 | 備考                           |
| -------------- | ------------------------ | ------------------------ | ------------------------------ |
| MBS動画イズム  | 放送日の 木曜 3:00 更新  | 7日                      | 毎日放送の最新回限定で無料配信 |
| TVer           | 放送日の 木曜 3:00 更新  | 7日                      | 毎日放送の最新回限定で無料配信 |
| GYAO!          | 放送日の 木曜 3:00 更新  | 7日                      | 毎日放送の最新回限定で無料配信 |
| 大阪チャンネル | 放送日の 木曜 3:00 更新  | 7日                      | 毎日放送の最新回限定で無料配信 |
| MBS動画イズム  | 過去分(放送開始からの分) | 過去分(放送開始からの分) | 有料見放題配信                 |

## スタッフ
- ナレーション：関岡香（毎日放送アナウンサー）
- 構成：武輪真人、くらやん、宮崎高章
- アートプロデューサー：松尾光生（毎日放送）
- アートディレクター：岡久世
- タイトル：高橋涼、由本真穂（由本→一時離脱→復帰）
- TM：竹本友亮（毎日放送）
- CAM：平井雅司・山本朱美・佐々木健太・藤井智章・後藤仁志・森本翔一・澤田凱斗・神高慎一・脇阪祐司・中村達・篠原佑典・中村華奈江（以上よしもとブロードテック、藤井→CAの回あり）
- CA：平山由朋・岡本周哉・小西友紀・谷内佐帆・石川桃華・福井沙弥香・片山将・杉本実優（よしもとブロードテック）
- MIX：浦野綾・徳島聡志・廣田春菜（よしもとブロードテック、徳島→以前はFA）
- EED：岸本元博・川上忠士・狭間茜・浦麻由美・北村真智子・村井充・加藤丈晴・今村聡宏（※週替り1名を担当、以上毎日放送）
- 音効：山本大輔・重松磨奈（戯音工房）
- デスク：盛田こずえ（毎日放送）
- 編成・宣伝：山内健太郎（毎日放送）
- HP：松宮ほの香（毎日放送）
- 協力：よしもとブロードエンタテインメント、戯音工房、すくらんぶる、MORE、浪原靴店、大槻衣裳、料亭天王殿、えむき、関西東通 ほか
- 制作スタッフ：仲程紀子、橋爪弥央里、朝比奈夢花、盛田南美、山内海、川内詢也、田川竜也、川地晴也【週替り】
- ディレクター：大野祐司、近藤拓也（近藤→一時離脱→復帰）、石田耕平【毎週】・瀬尾朱音・楠原宝子（よしもとブロードエンタテインメント、瀬尾・楠原→以前は制作スタッフ→一時離脱）、山内海【週替り】
- 演出：岩下岳周（毎日放送）
- アシスタントプロデューサー：新垣こころ（吉本興業）
- プロデューサー：金丸貴史・山中脩平（以上吉本興業）、渡邉恒史（よしもとブロードエンタテインメント）
- チーフプロデューサー：松原謙介（毎日放送）
- 制作協力：吉本興業
- 製作著作：毎日放送

### 過去のスタッフ
- 構成：山田泰葉
- 美術：河野秀輝
- タイトル：岡田絢子、織田優香里（共に一時離脱→復帰）
- CAM：土肥俊之（よしもとブロードエンタテインメント）
- CA：田畑樹里（よしもとブロードエンタテインメント）
- MIX：角田康太（よしもとブロードエンタテインメント）
- FA：本城宣彰（よしもとブロードエンタテインメント、一時離脱→復帰）
- タイトル：高橋涼、井上洸佑、廣瀬康次郎、佐々木好一
- デスク：西城栄里（毎日放送）
- 編成：藤原大輔・小竹聡美（毎日放送）
- 宣伝：渡邊優子・大澤久美（毎日放送）
- HP：髙田将志、川端峻太
- 制作スタッフ：海老桂介（毎日放送）、重見のどか・大嶋佳音・橋本和磨・森田美琴（以上よしもとブロードエンタテインメント）、厚林美紗子
- 制作スタッフ/ディレクター：浅尾優歌（毎日放送、以前は制作スタッフ）
- ディレクター：中井英雄・岩田充弘・大浦未来（以上よしもとブロードエンタテインメント）、川西宏幸、巴千賀音（巴千→テーク・ワン、以前は制作スタッフ）
- 演出：平岡大希・竹内成修（以上毎日放送、竹内→以前はディレクター）
- アシスタントプロデューサー：石井カオリ・松田菜々（以上吉本興業）、磯部恋
- プロデューサー：清水涼平（毎日放送）、坂口大輔・亀井俊徳・小野隆大・真鍋理恵・萩原雄一・中村進（以上吉本興業、萩原→以前はアシスタントプロデューサー、中村→一時離脱→復帰）、鷲見演博（よしもとブロードエンタテインメント）・景山輝之（よしもとブロードエンタテインメント、以前はディレクター→一時離脱→復帰）
- チーフプロデューサー：長富剛（毎日放送）